# はぐれ刑事純情派の登場人物
はぐれ刑事純情派の登場人物（はぐれけいじ じゅんじょうはのとうじょうじんぶつ）は、テレビ朝日の刑事ドラマ『はぐれ刑事純情派』の登場人物について解説する。

## 警視庁山手中央警察署

### 刑事課
安浦吉之助
演 - 藤田まこと
階級は巡査部長（特任）。
本作の主人公。山手中央警察署の名物刑事。試験に拠らず、事件解決の功で昇進している万年ヒラである（部長刑事だが主任ポストではない）。
設定は1933年（昭和8年）4月13日生まれ（第7シリーズでは5月23日、第17シリーズ第10話では昭和24年8月3日生まれという描写もある）。東京・池袋の出身（第14シリーズ最終話）で、父親は大工だった。東京大空襲の頃には11歳で、自宅をその空襲（東京には1944年から1945年にかけて数度の空襲があったが、設定上、どれであったのかは不明）で焼かれたが、その直前に千葉に疎開したと自ら語ったことがある（第2シリーズ第21話より。それによれば、1940年より以前の生まれということになる）。母親は熊本出身で五木の子守唄を幼い日によく歌って聞かせていた（第6シリーズ第13話）。阪神タイガースのファン（第4シリーズ第5話）。大の犬好き。
通勤には京王井の頭線を利用。東急世田谷線沿線（世田谷区赤堤六丁目2番）のとある駅近くの一軒家（借家）に第1シリーズから長年居住していたが、第15シリーズ第1話で地主でもある大家（演：奥村公延）から退居の要請があり、初の引っ越しをする。第16シリーズで長女・エリの子供服販売店開業のため1階部分が店舗のマンション2階へ再度引っ越す。娘達の独立後となる2005年年末スペシャルから2009年最終回スペシャルにわたっては再び赤堤の庭付き一軒家に独りで居住している。
好物は茶漬け、寿司（第1シリーズ第6話）、ラーメン。茶漬けに関しては特に家庭内で事あるごとに要求していたり食べている（たまに『さくら』でも茶漬けを食べているシーンが出てくる）。娘達への土産はいつもかっぱ巻きであり、顰蹙を買っている。
朝食はご飯・納豆・味噌汁の和食派（豆腐の味にうるさい）。パンに牛乳の娘達と一線を画すが、料理は娘達任せで普段はほとんどしない。なお、ラーメンに関しては取り調べ中で不在の屋台店主の代わりを務めたり（第15シリーズ第9話）、長女・エリの結婚相手・島崎の営むラーメン店の味に「麺もスープも最高」と太鼓判を押す（ファイナル第6話）などこだわりを見せた。仕事に忙しいシングルマザーの子供と一緒にカレーライスを作ったこともある（第15シリーズ第13話）。
横溝署長、川辺課長、三波鑑識課員からは「安（やっ）さん」と呼ばれている。競馬と酒と美人が好きな典型的な中年男性（初期シリーズでは喫煙者でもあった）。
ワイシャツに地味めのスーツ（灰色である場合が多い）、なおかつノーネクタイというのが通常のスタイル（冠婚葬祭がらみではネクタイをする場合がある。第2シリーズ中盤でもネクタイを着用、冬場に放送のSP版ではコートを着用する場合もある）。いつも競馬新聞片手に9時半前後に出勤、初期シリーズではデスク上が競馬新聞やパチンコの玉などで埋め尽くされていた。
容疑者に気を遣うあまり、見逃そうとしたり重大なことを報告しない癖があり、それらが事件の捜査の進展を遅らせる原因として川辺課長らから問題視されるのが常。
普段は温厚な人柄だが、怒らせてしまうと相当怖い性格（過去に本気で安浦を怒らせた経験のあるヤクザ者が「もう2度と御免だ」と恐怖するほど）であり、市民を食い物にする暴力団や闇金融には決して容赦しない。しかし、更生の可能性のある人物は見極め、機会あるごとに足を洗うように促し、自ら就職や社会復帰の手助けもしている。市民の側でも人間としての矜持や良心を捨てて私利私欲や身勝手な理由で犯罪を犯す者には厳しく叱責する。初期のシリーズでは取調室で容疑者に暴行して相手を自白に追い込むなど、拷問まがいの尋問も行っており、安浦本人が暴行容疑で逮捕されたこともある。深い洞察力で第一容疑者ではないと真相を見抜くことも度々ある。
娘が2人いるが血のつながりはない（それぞれの項で後述）。高級バー「さくら」には毎日のように通い、「3か月9万円」という格安な飲食代を支払っている（第2シリーズより）。SP版など地方への出張捜査でしばらく店に通えなかった場合は事件解決後に土産片手に訪れるのが恒例。
演じる藤田の歌唱力を生かして自慢の喉を披露する描写が度々あり、優勝賞金目当てに娘に応募されて『懐メロコンテスト』に出場させられた（第6シリーズ第23話。結果は5等賞で賞品はトイレットペーパー1年分）。「さくら」にカラオケが設置された第16シリーズ以降は店内で歌う場面が増加した。
仕事中、携帯電話の着信に出る際は高い確率で『携帯安浦』を名乗る（初出は第12シリーズ第13話）。
ネット犯罪がテーマの第14シリーズ第4話では、インターネットの匿名掲示板にアクセスするため、自ら家電量販店で液晶デスクトップパソコンとプリンターを買い求めている。同シリーズ中は安浦宅の茶の間のサイドボードに設置されていたが（プリンターは第11話以降撤去）、第4話以外では安浦がパソコンに向かう場面はなく（第17話でユカが使用）、第15シリーズの引っ越し先ではパソコン自体が消滅している。
2009年の最終回SPでは弁護士殺害事件が発生。安浦自身も更生に尽力していた北原誠司（演：佐藤アツヒロ）が再び容疑者として浮上。本庁捜査一課の岡崎からも「自分の挙げた容疑者の面倒を一生見る?そんなの無理ですよ」「安浦さんみたいな刑事は古いんですよ!」と嫌味を言われながらも北原の無実を信じ、署長に休暇届と退職届を提出。自身の刑事人生を賭けて退職覚悟で捜査を続けた結果、実行犯や事件の黒幕である益山代議士らを逮捕して北原の無実を証明した（岡崎は安浦の一番の理解者である横溝署長からも「安浦にそのようなルールは通用しない。ここのルールは『真実を明らかにせよ』の一つだけだ」と言われてしまい、警視庁へ戻った）。事件解決後、由美にプロポーズ（安浦の母親の墓参り）し、さらに長女のエリは妊娠して初孫を授かった。
翌2010年2月17日に、主人公・安浦を演じた主演の藤田が大動脈破裂のため76歳で死去した。
また、全シリーズを通じて警察車両を運転するシーンは一度もなく、主に覆面パトカーの助手席か後部座席に座ることが多かったため、藤田自身が車の運転免許を持っていなかったものと思われる。
その辣腕ぶりにより、『桜町中央署』の架川英児など、多くの刑事達の憧れの的になっている。
田崎晴子
演 - 岡本麗（第1シリーズ - 第7シリーズ（1988年 - 1994年）、第8シリーズ第23話（1995年）、第9シリーズ第8話・最終話（1996年）、第10シリーズ - ファイナル（1997年 - 2005年）、2005年年末スペシャル、2009年最終回スペシャル）
階級は巡査。署内では制服を着用していることが多く、署外の捜査活動は私服で行う。女性の被害者・被疑者の聴取などを担当することが多い。署員に対して母親のように口うるさくなってしまう節があり、里見や川辺課長に苦い顔をされるのが定番。生き物の世話（特に犬）は不得手。
出身は九州（第16シリーズ第11話）。第7シリーズ第6話では32歳を自称。酒には強いほう。「女安浦」の異名を持ち、たとえ相手が上司であろうとハッキリと意見を言う。被疑者には理路整然と説教する。安浦とコンビを組むことが多く、捜査活動を陰で支え続けた（聞き込み先ではよく夫婦に間違えられる）。安浦との捜査時には覆面パトカーの運転も担当し、彼に倣って『携帯田崎』を名乗り、携帯電話に出る場面がある。
異性関係が希薄らしく、よくからかわれる場面があったが、ストーカー被害に遭遇する回もあった。安浦には気があり、本人も「わたしにはやっぱり安浦さんだ」と発言し、一目置いている。由美をライバル視していたが、次第に良き女友達となる。
第8シリーズで城南署に異動。何回かのゲスト出演を経て、第10シリーズ第1話で森村玲子の後任・小川咲子（演・渡辺梓）が辞職したため、山手中央署刑事課に再配属。
ファイナル第1話にて好意を抱いていた須藤一彦が殉職し、彼の息子・健太を養子に迎える。
2005年年末SPで健太が祖母（須藤の母）の食事を作るために小学校を遅刻するなどしている事実を知り、家族のことを考え、警察を退職して高齢者福祉の職に就く。
2009年最終回スペシャルでは高校生になった健太が暴力沙汰に巻き込まれたことで安浦と再会。かつて山手中央署着任時に初めて安浦と組んで手掛けた事件の関係者で、安浦が更生にも尽力していた北原に再び殺人容疑が浮上したことを知り、無実を信じ、北原の故郷・福島県二本松市へ捜査に向かった安浦の後を追って、民間人ながら元刑事の立場で行動を共にする。
第1シリーズからopとedのテロップには「田崎婦警」の表記が長く使用されていた（後任の森村も在職時のテロップは「森村婦警」）が、五十嵐美和が加入の第16シリーズから「 - 刑事」表記に統一されている。
里見大観
演 - ぼんちおさむ（第1シリーズ - 第16シリーズ（1988年 - 2003年）、ファイナル第6話（2005年）、2007年SP）
階級は巡査長。
関西出身。実家は仏教寺院で、このような名前をつけられた。性格は直情型。向こう見ずな面があり、「安浦の一番弟子」を自負するも、彼の手を焼かせることも多くある。一方、中堅刑事の筆頭格として若手刑事の指導を担当し、安浦譲りの面倒見の良さが発揮されている。
自動車運転技能は刑事課随一。第1シリーズ第1話では覆面パトカー（日産・エクサ）を渋谷スクランブル交差点でドリフト走行させるシーンがある。
初期では青ジャンパーに手袋というラフな服装が多く、言葉遣いも標準語だった。中期以降、格子柄のジャケットに黄色のネクタイ姿が定着し、関西弁を用いるようになる。
私生活では長らく独身を貫き、同じ署内の婦人警官・岩崎千春（演：清水ひとみ）と交際していた時期もあったが、第11シリーズ第12話でアパート隣室に住むシングルマザーのタクシードライバー・坂上恵子（演：あめくみちこ）と結婚。安浦と同様、連れ子の父となった。
息子の成長とともに親子関係に悩むことが多くなり、第16シリーズ最終話で家族との時間を大切にするため、警視庁捜査一課への栄転話を蹴って退職を選択。妻と同じ同盟交通のタクシードライバーへ転身した。
その後も2回ゲスト出演している。ファイナル第6話では殺人事件の現場に居合わせた同僚女性ドライバーが口封じに襲われ、安浦の忠告に反し、元刑事の性で独自に犯人捜しを行う。勘付いた犯人に客を装って自らのタクシーに乗り込まれてナイフで脅迫されるも、咄嗟の判断で人気のない河川敷に車両（日産・Y31セドリック）を乗り入れ、連続サイドターンを繰り出し、後部座席の犯人の動きを封じ込めることに成功して容疑者確保に協力した。
2007年SPでは故郷で病気療養をする妻に付き添い、山口県長門市へ移住。現地のタクシー会社に勤務し、安浦らが捜査で長門に来ることを妻の身内の長門署関係者から聞き付け、タクシーで案内役を買って出ている。
役名の里見は、自身のザ・ぼんちにおける相方・里見まさとに由来。
新藤一
演 - 木村一八（第1シリーズ（1988年）、第10シリーズ最終話（1997年））
巡査。
安浦のやり方には常に反抗的であり、彼が報告しないことでも迷わず川辺に報告する。熱い正義感を持っていた。
濃紺のスーツ姿は本作の若手刑事のトレードマークとしてシリーズ終了まで受け継がれた。
第1シリーズ終了後、突然退職。その後、友人の愛人を匿うためにイタリアへ渡り、その愛人と結婚してレストランを開くが、現地でカモッラの構成員を殺害してしまう。元レギュラーが犯人になるという刑事ドラマとしては異例のケースである。逮捕され、出所後、妻と帰国している。
浅野信一
演 - 吉田栄作（第2シリーズ（1989年））
巡査。
高木直
演 - 大場順（第2シリーズ - 2009年最終回スペシャル（1989年 - 2009年））
主に今井とコンビで行動する。機動隊出身の行動派であり、凶悪犯と格闘する時は自ら先頭に立ち、取り押えやアクションシーンを行い、柔道に秀でている。里見や若手刑事とともに覆面パトカーの運転を担当することが多い。
今井同様、メインとなることは少ないが、事件の解決となるヒントを今井と協力して見つけてくる。長年にわたっての今井との捜査は「いぶし銀の名コンビ」と呼ばれた。
シリーズを追うごとに実直・硬派・二枚目といった面で、今井との差別化がなされていった。何事も器用にこなす質で、特殊な道具を使わずに自動車のロックを外から解錠する技も持ち合わせている（2006年SP）。
女性には滅法弱く、主演エピソードである第8シリーズ第11話「愛犬が暴く痴漢!? 刑事の片思い」では事件関係者の女性（演：麻里万里）への恋模様が描かれたが、成就することはなく、その後の結婚の有無も定かではない。
今井哲也
演 - 若林哲行（第2シリーズ - 2009年最終回スペシャル（1989年 - 2009年））
主に高木とコンビで行動する。高木同様あまりメインとはならないが、コツコツと地道に捜査を続けてヒントを見つけてくる。
ワイシャツの第一ボタンを開け、ネクタイを緩く締めるのが基本スタイル。真夏は半袖シャツ姿も多い。
中期以降は端正で二枚目な高木に対して少々抜けている面が強調され、特に川辺からは説教や嫌味のターゲットにされながらも（同じ恐妻家として連帯する時もある）、時折核心を突く発言や毒舌を吐いて注目を浴びるというキャラクター付けがなされた。
酒癖が悪く、酔うと安浦でも手がつけられなくなる。6人の子持ち（第14シリーズ第17話）。ごみの仕分けが趣味という一面も持つ（第10・12シリーズ）。
刑事課随一の「根気と忍耐」を買われ、2007年SPでは署長の指名で新人・原口の教育係を務めた。一方、犯人の銃撃を受けて負傷もしている。
三田謙一郎
演 - 深江卓次（第3シリーズ - 第4シリーズ（1990年 - 1991年）、第11シリーズ第12話（1998年））
階級は巡査。父親も警察官だったが、1975年、勤務中に襲撃され殉職。事件を解決するために自分も刑事になった。第3シリーズ第17話「京都殺人風景の女 形見の拳銃」でその犯人を逮捕し、殉職した父親の仇を討つ。
第11シリーズで大泉東警察署刑事として再登場した。
中上剛
演 - 西島秀俊（第5シリーズ（1992年））
巡査。昇進試験の勉強中。
里見とコンビを組むことが多い。おとり捜査で万引きグループに潜入して逮捕に貢献した。
顔が良いためか、聞き込み中には女性によく口説かれる。正義感は強く、おばあちゃん子である。
第5シリーズ第20話で不特定多数の人間が出入りするラブホテルの遺留指紋の照合作業に気が進まない発言をしたため、安浦から「大変でもそれが俺たちの仕事だ、嫌なら寝てろ」と説教された。
肥田健一
演 - 清水貴博（第6シリーズ - 第7シリーズ（1993年 - 1994年））
階級は巡査部長→警部補。
心優しい性格。それが仇となり、第6シリーズ第19話では少年の容疑者の逃走を許してしまう。その最中、街で偶然会ったエリに誘われるままに酒を飲んで深夜に安浦宅へ押し掛け、なおかつ開き直るような言動をとったため、安浦から平手打ちを喰らう。次の身柄確保の機会も判断の甘さから再び逃がし、川辺から謹慎処分を受けるなど「もはや刑事失格か」と思い悩むが、安浦の援護もあり事件は解決。少年課や少年補導所への転属の薦めを蹴り「刑事課で死ぬ気で頑張る」と決意表明した。
第7シリーズ最終話で警部補昇進試験に合格し、係長として他署へ栄転異動する。
山岡雄作
演 - 城島茂（TOKIO）（第8シリーズ - 第11シリーズ（1995年 - 1998年）、1999年スペシャル、第16シリーズ第1話（2003年））
階級は巡査部長 → 警部補→警視（後述）。
若手刑事では最長となるレギュラー4シリーズに渡り在籍。
着任早々ユカとバーゲン会場で互いの素性を知らぬまま出会って以降意識するようになり、安浦の娘と知っても果敢にアプローチを続け交際に漕ぎ着ける。
仕事においては合理性を重視。当初は安浦の捜査スタイルを小馬鹿にするような言動が見られたが、1999年SPで警部補に昇進して八丈島警察署へ係長として栄転する際は「君はもう一人前の刑事だ」と安浦から太鼓判を押されている。
異動後は多忙のあまりユカと連絡が途絶える（第12シリーズ第22話）時期もあったが、第16シリーズ第1話で八丈島から事件関係者を追跡し都内に入った際に再会。事件解決後の結婚を約束した。その後ユカとの待ち合わせ場所の東池袋の公園で犯人逮捕の意趣返しの命を受けた2人組の男に刺され、その2人に自ら手錠をかけた後、安浦とユカに見守られながら殉職した（2階級特進で警視）。
第16シリーズ第3話の終盤に一瞬だが回想シーン（第1話で張り込み中の飲食店でユカと一緒にいるシーン）で登場する（キャストには表記されていない）。
レギュラー2人目の殉職刑事であり、この山岡の殉職がユカが警察官を志す強い動機になった。
森村玲子
演 - 七瀬なつみ（第8シリーズ - 第9シリーズ（1995年 - 1996年）、第10シリーズ第1話・第15話（1997年））
階級は警部補。
転勤した（のちに復帰）田崎の後任として山手中央署へやって来た。階級は警部補だが、係長ポストではなく一刑事である（番組内では階層は課長以下はフラットで、捜査係といった部署も存在しない）。
田崎同様、署外活動時は私服だが署内では原則として制服を着用している。
第10シリーズの第1話で警視庁捜査第二課へ異動。同シリーズの中盤にてゲストとして登場。
家族についてはストーリーに登場する機会はあまりなかったが、第8シリーズ第6話内で3歳になる1女を育てるシングルマザーと判明する（当初は本人の希望で署長以外には伏せられていた）。第10シリーズでゲスト出演した回では、別れた夫（演：海津亮介）が事件に関係しているような描写があった。
野田秀幸
演 - ケイン・コスギ（第12シリーズ - 第14シリーズ（1999年 - 2001年）、2002年スペシャル）
階級は巡査部長→警部（後述）。
交番から山手中央署へ配属。長らくニューヨーク在住だったため、英語のほうが堪能。武術を嗜んでおり、体格が良い。
ハンサムかつ性格はいたって誠実。事件関係者のことを心の底から想い涙を流す場面も一度や二度ではない。
女性にも好印象を持たれることが多いが女運がない。彼がメインとなる話では女性との淡い想いが破綻してしまうことが多く、最後まで特定の恋人を得ることはなかった。
2002年に捜査中の事案関係者の護衛中に淡路島で犯人側の暴力団員達に刺傷と銃撃を受け、安浦に見守られながら殉職（2階級特進で警部となった）。母親は刑事となった野田を誇りに思っており（作中には未登場）、野田自身も母親思いの性格。死に際には「お母さん」と呟いた。皆に可愛がられており、その死に対し、刑事課の面々は怒りを爆発させた。事件解決後、亡骸（遺体か遺骨かは不明）は来日した母親と共にニューヨークへと旅立った。
シリーズ最初の殉職刑事でもある。
林勇作
演 - 賀集利樹（第15シリーズ - 第16シリーズ（2002年 - 2003年）、2004年スペシャル、2007年スペシャル）
階級は巡査。
殉職した野田の後任として管内の渋谷坂上交番から刑事課へ配属。
情けに厚く、年下の面倒見が良い。腕っぷしも強いが、逃走を図る女性容疑者に巻かれたことがあり、五十嵐からは「足が遅い」と指摘された（第16シリーズ第5話）。その五十嵐とは互いに想い合っているかのような描写があったものの、のちの異動によって進展せずに終わった。
2004年SPで命令違反を犯し、なおかつ重傷を負うが、交番勤務からの再出発を決意して異動。
2007年SPで東池袋署刑事課に異動。刑事に復帰して山手中央署と合同捜査を行った。
川辺からは、昔の恋敵の苗字が「林」だったことから、苗字で呼びたくないために「勇作」と下の名前で呼ばれている。
幼少期に父を亡くしており（第15シリーズ第3話）、2004年SPで初登場する保険外交員の母・珠子（演：沢田雅美）と妹（演：中村かすみ）がいる。
五十嵐美和
演 - 森ほさち（第16シリーズ - 2007年スペシャル（2003年 - 2007年））
階級は巡査。
大阪出身で大阪府警から山手中央署へ（転籍届による異動と思われる）。
異動前の送別会の帰り道、夜の道頓堀で山岡殺害の捜査で来阪しチンピラ相手に荒っぽい聞き込みを行っていた安浦に遭遇し、警察手帳を提示し（勤務時間外だが）職務質問をしている。
酒好き（関西弁をまくしたて始めると要注意のサイン）。勤務時は署内でも私服姿で、制服を着用することは稀であり、自ら覆面パトカーを運転するシーンも存在しない点などが歴代女性刑事の田崎や森村と異なる。
第16シリーズ第15話で林と、第17シリーズ第7話では真木と共に重要参考人や事件関係者の行動監視で水着着用でプールに入る。その林に気があるかのような描写も各話であり、林もまんざらでもない様子だったが、林の異動があったために進展することはなかった。
林異動後は安浦とコンビで動くことも多くなり、田崎の後任の立ち位置も見受けられた。
2007年SPで警視庁への栄転話が持ち上がり、当初は山手中央署への残留を希望したものの、周囲の勧めで受け入れる。
須藤一彦
演 - 国広富之（第17シリーズ - ファイナル第1話（2004年 - 2005年））
階級は警部→警視正（後述）。
次代の捜査一課を担う人材と目されていたが、ある理由から警視庁捜査第一課より山手中央署へ配属（里見の後任ポジション）。
ファイナル第1話で殉職（2階級特進で警視正）。死別していた妻との間に小学生の息子・健太がいたが、殉職後は田崎が引き取った。
シリーズ3人目の殉職刑事でもある。
真木大輔
演 - 村上信五（関ジャニ∞）（第17シリーズ - 2009年最終回スペシャル（2004年 - 2009年））
階級は巡査。交番勤務へ異動した林の後任として赴任。
茶髪にロン毛、「っす」体の多用など、本作の中では異色の若手刑事として描かれた。
レギュラーシリーズ終了後のスペシャル4作にも全て出演しており、刑事課の若手刑事の在籍年数では歴代最長である。
夏目修二
演 - 植草克秀（少年隊）（ファイナル第2話 - 2006年スペシャル（2005年 - 2006年））
階級は巡査長→警部補（後述）。
殉職した須藤の後任として交通機動隊から配転。暴走族とも顔見知りの間柄。2005年の年末SPで事件の際の所在が不明確だったこと、状況証拠が全て不利だったことから関与を疑われて否認のまま送検一歩手前まで行くが、安浦らの捜査で嫌疑が晴れる。
愛妻家として知られていたが、2006年SPで大地という子供を庇い、妻（演：生稲晃子）と娘（演：工藤あかり）を残して殉職（2階級特進で警部補）。大地の最後の言葉には「勇気だ、勇気」と教えた。
死後、娘と大地が仲良く遊ぶ光景が見られ、それを見ていた妻も子供を守りながら殉職した亡き夫の行動を誇りに思うことをほのめかしていた。レギュラー4人目の殉職刑事である。
小池瑤子
演 - 池上季実子（2006年スペシャル - 2009年最終回スペシャル）
田崎の後任として千代田署から異動。2007年SPでは丸の内東署時代に逮捕した男が殺害され、2009年最終回SPで麻布西署時代に知り合い親交のあった弁護士・杉本由里子（演：須部浩美）が殺害される憂き目に遭っている。いずれも真相解明に努めた。
原口淳平
演 - 町田慎吾（2007年スペシャル - 2009年最終回スペシャル）
本作最後の新人刑事。管内の代々木交番から刑事任用試験に合格。
2007年SPで横溝署長の計らいにより刑事課で実地研修を積む。
2009年最終回SPでも引き続き刑事課に所属している。
見た目は爽やかだが、無駄に声が大きく、一言多い。
川辺精一
演 - 島田順司
刑事課長。階級は警部。
最初期はまともな人物として描かれていたが、年月を経て、上司にはへつらい部下には辛く当たるといった典型的な中間管理職のイメージそのもののキャラクターに変化していった。経費節減を念押しし、署員から呆れられることがある。
大変な恐妻家。一応人情には厚い面はあり、登場人物中でも人気が高かったとされる。
トレードマークの眼鏡はシリーズ途中からかけ始めたもので、大抵下にずれている。安浦には「（やっさんの）刑事の勘という言葉を聞くと頭痛がする」などと言って厳しく接することが多いが、横溝署長同様、良き理解者である。
事件が起こると毎回単純な推理を披露し、課の面々と方針が対立するのがお約束。安浦が川辺を飛び越えて横溝署長へ意見具申を行って「おいおい、やっさんやっさん!」と常に口を挟む。結局刑事課の誰もが川辺の言うことを聞かず、横溝が「課長。ここは一つ、やっさんの勘に賭けてみようじゃないか」と安浦の肩を持ち、いつも「署長の仰る通りで。頼むよ、やっさん」との流れになり、安浦の推理が正しかったことに気付かされる。稀にだが、安浦と最初から意見が合っている時もあり（『善意が生んだ殺意!?急行電車を停めた男!』など）、その時は大抵事件の真相も同じである。
日和見的なところが強調されているが、長年警察で飯を食っているため、ヤクザに対して毅然としている。
後期ではストレスが原因で胃薬をよく服用するようになる。酒を飲むと酔って安浦に絡み、泣き上戸の一面もある。
最終回SPでは、管理職でありながら捜査に出て何日も張り込む姿が見られ、黒幕の国会議員と同級だったよしみから事情聴取を行う執念を見せている。
安浦に負けず劣らずの歌好き。山手中央署コーラス部の部長も務めている（第16シリーズ第12話）が、カラオケでは地声を張り上げて歌うスタイル。第12シリーズ第14話にて、カラオケスナックで『噂の女』を前川清ばりに熱唱するあまり、酒癖の悪い店員（演：高汐巴）から「うるさい!」と絡まれる描写がある。学生時代は陸上部だったらしい。

### 鑑識課
三波健治
演 - 加藤茶（第14シリーズ 第13話 - 第15シリーズ（2001年 - 2002年）、2003年スペシャル、2005年新春スペシャル）
階級は警部補。鑑識課主任。
北海道稚内市出身（2003年SP）。安浦とはかつてコンビを組んでいた古馴染み。上役・部下の関係でありながらも同等で話せる間柄。初登場時の自己紹介によると、幼いころのあだ名は「ケンちゃん」だったらしい。
寝たきりの義母の面倒を長年見ている（第14シリーズ第13話）一方、嫁姑問題にも悩んでいる描写があった（第15シリーズ第21・24話）。
台東署（第14シリーズ第22話）や北新宿署を経て、自ら希望して山手中央署に転勤。
短気で口が悪いが、仕事への責任感は強く、鑑識の領分を侵されることを何よりも嫌い、刑事達にも容赦なく声を荒げる。
2003年SPで前任の北新宿署時代にボランティア仲間の女医・大賀雅代（演：渡辺美佐子）を庇おうと鑑識活動中に事件現場で発見した証拠を隠滅していたことが事件捜査の過程で発覚したため、責任を取って辞職。再就職先には福祉系を選んだ。
2005年新春SPでは全国の老人ホームを回る劇団を立ち上げており、公演先の唐津で捜査に訪れた安浦と再会した。
なお、彼が絡むと（演者の加藤に因んで）相手役がドリフのギャグをかまして三波がズッコけ、「それ、あたしが言うんですよ」とツッコむのがお約束だった。
鑑識官
演 - 五野上力（第1シリーズ - 第11シリーズ（1988年 - 1998年））※不定期出演
宮田雄一：演 - 丹波義隆（第7シリーズ第23話（1994年））※ゲスト出演
演 - 川端良香（第10シリーズ - 第11シリーズ（1997年 - 1998年））※不定期出演
宮田（二代目）：演 - 亜南博士（第11シリーズ - 第13シリーズ（1998年 - 2000年））※不定期出演
演 - 木下順介（第13シリーズ - 第14シリーズ（2000年 - 2001年））※不定期出演

### 署長
横溝重忠
演 - 梅宮辰夫
山手中央署長。階級は警視。
茨城県水戸市出身（第11シリーズ第24話）。安浦の一番の理解者。
第1シリーズでは「さくら」のママ・片桐由美との愛人関係を想起させる描写があったが、第2シリーズ以降、この設定はなかったことにされた。
趣味は釣りと料理。第1シリーズでは署長室机上のパソコンで料理のレシピをまとめるシーンがしばしば挿入され、板前に扮した小料理屋での潜入捜査では華麗な包丁さばきを披露したり（第3シリーズ第7話）、安浦に懇願されて事件関係者の営む弁当店に調理の応援に入る（第15シリーズ第3話）など、演ずる梅宮の腕が役の上でも遺憾なく発揮されている。
刑事ドラマの署長ポジションとしては珍しく、助言・後見役としてほぼ毎回出演しているが、第16シリーズ第11話『安浦刑事人質事件』のような署を揺るがす事件の回に出演していないケースもある。出演時は制服姿が定番だが、主演回などは背広姿の場合もあり、劇場版でも背広姿で署長専用車（覆面パトカー）に乗って現場に臨場していた。
安浦を演じた藤田が2010年2月17日に大動脈破裂のために76歳で死去した9年後の2019年12月12日に梅宮も慢性腎不全のために81歳で死去。レギュラー陣2名を失うこととなった。

### その他
城山竹子
演 - あき竹城（第1シリーズ - 第12シリーズ（1988年 - 1999年））
不定期に出演。管内の中町交番に勤務する巡査。仕事ぶりは真面目で無遅刻無欠勤である。演じるあきそのままの山形訛りが特徴。独身。家族はスナックを経営している母・妙子（演：大坪日出代）がいる。
第12シリーズ第20話にて事件に巻き込まれ、責任を感じて警察官を辞する。
女性警察官
演 - 宮尻佳子（第10シリーズ - 2007年SP（1997年 - 2007年））
不定期に出演。刑事課への事務連絡や来訪者の案内、女性容疑者の身柄移送（第16シリーズ第5話、ファイナル第2話）、事件現場での住人女性の事情聴取（ファイナル最終話）など署内外で刑事課をサポート。
2001年SPでは安浦を中傷する内容の無差別FAXに関する市民からの問い合わせが殺到している刑事課の電話応対を務める。
第17シリーズ第7話では子供の目撃証言による似顔絵の作成（田崎曰く「お絵描きの上手なお巡りさん」）に尽力。
2005年年末SPでは山手中央署で研修を受けているユカを含む新規採用の女性警察官の先導役を務めている。
内山典子
演 - 鷹城佳世（第13シリーズ第25話）
センター通り二丁目交番の巡査。
安浦刑事も時々見かけていた、毎日のように犬連れで駅前に佇む高齢男性（のちに遺体として発見）の存在を知りながらも声掛けをしなかったことを悔やむ。

## 警察関係者
武藤公子
演 - 二宮さよ子（第1シリーズ - 第4シリーズ（1988年 - 1991年））
警視庁外事課警視。
中村
演 - 草野裕
刑事。第11シリーズで大泉東署刑事課勤務。三田の同僚。
筒井正行
演 - 渡辺徹（2005年年末スペシャル）
警視庁捜査一課の刑事。夏目を取り調べ、容疑否認のまま送検しようとする。
岡崎健二
演 - 林泰文（2009年最終回スペシャル）
階級は警部。最終回スペシャルで主任官として捜査本部を率いる、警視庁捜査一課のキャリア組刑事。「組織のルール厳守」を金科玉条に掲げ、単独行動の安浦に繰り返し嫌味を言うが、そのルール故に警視庁上層部からの政治的圧力に屈せざるを得なくなり、横溝からも「安浦にそのようなルールは通用しない。ここのルールは『真実を明らかにせよ』の一つだけだ」と諭される。

## 安浦家
安浦ユカ
演 - 小川範子
安浦の次女。安浦夫人の連れ子（旧姓は大西、実父の墓は徳島県鳴門市に所在?〈2002年SP〉）。
昭和49年3月17日生まれの設定。
第1シリーズでは私立白銀女子学園中学校に通学する高校受験を控えた中学3年生。
第2シリーズから私立桜台高等学校（この時にクラスメートで親友の大崎まゆみ〈演：桜井智〉と事件に巻き込まれる）へ進学。
山手中央署へは泊りで捜査にあたる父に着替えを届けにしばしば出入りし、刑事課の面々とも顔馴染み。将来の職業に警察官を目指す描写が散見され、基本的には真面目で正義感の強い性格（それ故、しばしば事件にも巻き込まれる）。思春期真っ只中のシリーズ初期は刑事である父を尊敬しつつも多忙で触れ合う時間の少ない寂しさから姉以上に反発する場面もあり、安浦にとっては悩みのタネでもあった。寿司、うな重、ケーキ、メロンを一人で平らげる大食漢ぶり（第7シリーズ第16話）、成人後は酒癖の悪さも判明する（第16シリーズ第4話）などの一面もある。
第7シリーズから聖華女子大学で心理学を専攻。
第8シリーズで山手中央署に着任した山岡と出逢い、当初は父の目を盗みつつ交際を進め、やがては公認の仲となる。
大学卒業後、専門学校で社会福祉士の資格を取得。区の福祉事務所でケースワーカーとして勤務（この時、職場の同僚で韓国出身の栗原梨花〈演：中原果南〉が事件の参考人となり、栗原や刑事課一行と韓国・釜山に渡っている）。
1999年SPで山岡が八丈島へ異動となり、同年8月の第12シリーズ第22話では音信不通状態であると語られ、相思相愛は続き、2003年の第16シリーズ第1話で山岡が捜査で都内を訪れた際に結婚を約束。しかし、同話で山岡は襲撃され、安浦とユカが見守る中、殉職。山岡の死に直面したことで警察官への志が強くなり、同シリーズでは六法全書や武道（合気道）の教本を読み始めるなどの描写がある。
ファイナル第1話で須藤の殉職に涙を流す健太の姿を見て決意を固め、警視庁の採用試験を受ける。最終話で見事に合格し、亡き母への報告でエリと根室を訪ねる。だが、安浦の殺害を画策する暴力団トップの黒河（演：神田正輝）の命を受けたヒットマンに後を追われて対峙。拳銃を向けられつつも身を呈してエリを守り、相手を説得して発砲を思いとどまらせた。
2005年年末SPにて研修で山手中央署を訪問しており、警察官の制服姿を初披露している。
警察学校卒業後となる2006年SPにて杉並北署地域課に配属され、繁華街の北町交番に勤務。SP4作中で「警察官・安浦ユカ」の姿が最も多く描写されており、夜遊びする女子高校生に早めの帰宅を促したり、居酒屋の酔客トラブルの仲裁にも出動。また、山手中央署が捜査中の重要参考人にも遭遇するも手配書の顔写真を見落としていたために取り逃がしてしまうミスを犯し、駆け付けた安浦からは「失敗を悔やんでもしょうがない。次の仕事で挽回するんだ」と諭され、目撃者捜しに駆け回るという「警察官親子」としての共演も実現した。
続く2007年SPでは職務中の描写はないものの、同署の少年課へ異動している。
2009年の最終回SPで山手中央署少年課に配属となる。父の部下の1人になり、健太の正当防衛を証言する少女を署に連れて来る。
島崎（結婚改姓前は安浦）エリ
演 - 松岡由美
安浦の長女。
昭和46年12月2日生まれの設定。
安浦夫人の連れ子。第1シリーズでは19歳の女子大英文学科生で、第5シリーズまで在学。高校は共学校の出身。学生時代は合気道（第11シリーズ第1話）とテニス（第14シリーズ第5話）を嗜んでいた。
安浦家の家事や財布を預かり、父に何かと文句を言いつつも家事全般をユカと協力して担っている。現代っ子らしい自由奔放な性格が描かれことが多く、シリーズ初期では入浴シーンや風呂上がりにバスタオルを巻いただけの姿で茶の間に現れるなど、お色気担当の役回りも見られた。
父への当たりはユカに比べ、当初からやや強い傾向があるも、長女として父とユカの間を取り持つ場面もあった。
ユカと比較して要領の良さやちゃっかりとした面がある。
劇場版で大沢和也（演：小西博之）と恋仲となるが、第6シリーズ第1話で関係解消となってしまう。
第6シリーズで大学を卒業したものの、当時世間も賑わせていたバブル崩壊後の女子大生の就職難に直面。フリーターをしながら職探しに奔走する姿が描かれた。
第7シリーズから安浦の先輩であり元刑事の勝又謙吾（演：財津一郎）が社長を務める勝又運送で事務員として長らく勤務した。
勝又運送退職後、第16シリーズから安浦一家が転居した店舗併用マンションの1階で子供服販売店「キッズブティック・ママのお気に入り」を開業して経営者となる。
2005年新春SPで高校時代の同級生でラーメン屋の店長でもある「ブーちゃん」こと島崎宗一（演：瀬戸陽一朗）と同窓会で再会して意気投合し、ファイナル第5話で安浦に島崎を紹介し婚約。年末SPで式を挙げた。
2009年最終回SPで懐妊している。
安浦志津枝（故人）
演 - 久保田民絵
安浦の妻。死別した前夫との間の子であるエリとユカを連れて安浦と再婚（実際には安浦が志津枝の借りていた家に転がり込んだ形）後、病死。没年は第8シリーズ第20話内で前年の13回忌を回想する描写があることから、昭和57年頃と推定される。
遺影写真以外では第7シリーズ第5話で彼女を看取った女医・遠山志乃（演：左時枝）が事件関係者として登場した際に回想シーンがある。
北海道根室市立花咲第三小学校出身で、当時の担任教諭・美山雪絵（演：有馬稲子）が子供時代を知る語り部として2回ゲスト出演している。

## バー「さくら」
片桐由美
演 - 眞野あずさ
安浦刑事行きつけのバー「さくら」（劇中の看板表記はBAR さくら）のママ。番組の最後はさくらのシーンで締めくくられることが多く、シリーズを通して安浦とプロポーズまがいの言動を交わし、その都度はぐらかしたりはぐらかされたりする。中盤で登場する際は彼女の何気ない一言が事件解決の糸口になることもある。安浦の私生活での一番の理解者であり、安浦にとってかけがえのない女性（第1シリーズでは横溝署長とも関係があったが後に切れた模様）。初期シリーズでは衣裳や髪型は統一されておらずドレスや洋服姿でも登場していたが、それ以降は着物姿が定番になっている。店舗があるビル裏のマンションが住まいとなっていて初期シリーズでは安浦が訪れたりエリ、ユカが宿泊したりするという回があったが、シリーズ後半は住まいは全く出て来なくなった。安浦の要請でエリやユカの相談相手にもよくなっており、彼女らにも母親候補として認められている。第2シリーズ第12話のみ登場の大学生の妹（演・福井希容）がおり、第7シリーズ第17話の会話の中では既婚者になっている。第6シリーズ第4話で長野県松本市の出身であることが語られ、同市が舞台となった第22話では安浦を松本に旅行に誘うが、奇しくも松本出身者が複数関係する事件が管内で発生したため安浦は仕事で行かざるを得なくなり、現地で短時間合流するのみだった。2009年の最終回スペシャルで安浦からプロポーズ（安浦の母親の墓参りへの同伴を申し込み）される。
BAR「さくら」の店員（歴代）
ストーリーに直接絡むことはないが、安浦にとっては娘達同様、若者世代の考え方や流行を知る存在でもある。第2シリーズ以降は男女1人ずつに固定され、第7シリーズ以降は役名付き（女性（名前）・男性（名字）の順）でエンディングにクレジットされるようになった。また女性店員は在籍2年目から台詞が多くなる傾向があり、男性店員は安浦の求めに応じてメニューにない料理（湯豆腐、鍋物など）に腕を振るうこともあった。服装は男性がバーテンダースタイル、女性が私服にエプロン着用を標準としていたが、なお（三代目）の途中（第14シリーズ第6話）から女性もバーテンダースタイルになっている。
しんちゃん（鈴木信吉）
演 - 妹尾友信（第1シリーズ - 第4シリーズ）
？（女性）
演 - 森田まゆみ、高森えつ子（第1シリーズ）、祭田あゆみ（第1シリーズ - 第2シリーズ）
ともちゃん
演 - 鎗田直美（第3シリーズ - 第5シリーズ）
いくちゃん
演 - 野田行哉（第5シリーズ - 第6シリーズ）
ともちゃん（二代目）〜 朋子
演 - 有村亜美→（改名後）有村つぐみ（第6シリーズ - 第7シリーズ）
歴代の女性店員の中では比較的出番が多く、23歳の誕生日を迎えた第7シリーズ第6話では常連客の業界人からコンサートチケットのプレゼントを約束されたことに対抗心を燃やした安浦が、署に近いケーキ店でバースデーケーキを予約注文し、朋子と誕生日が近い田崎に見つからぬよう殺人事件の捜査の合間を縫って（部下の肥田まで巻き込みながら）どうにか本人に手渡そうと奔走する様子がコミカルに描かれている。
吉田
演 - 小篭行雄（第7シリーズ - 第8シリーズ）
なお
演 - 加藤なお（第8シリーズ - 第9シリーズ）
吉田（二代目）
演 - 吉野容臣（第9シリーズ前期）、大杉真也（第9シリーズ後期）
吉田（三代目）
演 - 沢口修一（第10シリーズ）
なお（二代目）
演 - 吉田有希（第10シリーズ）
吉田（四代目）
演 - 日比谷雷太（第11シリーズ - 第13シリーズ）
なお（三代目）
演 - 和泉早紀（第11シリーズ - 第14シリーズ）
池田
演 - 斎藤誠（第14シリーズ）
岡田
演 - 大柳孝一（2002年スペシャル、第15シリーズ - 第16シリーズ）
なみ
演 - 大谷麻衣子（第15シリーズ）
詩織
演 - 藤田ひでみ（第16シリーズ - 2005年年末スペシャル）
渡辺
演 - 井田友和（第17シリーズ - 2009年最終回スペシャル）
有貴
演 - 林亜沙子（2006年スペシャル）
有貴（二代目）
演 - 山内智美（2007年スペシャル - 2009年最終回スペシャル）

## 刑事の家族
里見（坂上）恵子
演 - あめくみちこ（第11シリーズ第12話、第13シリーズ第12話、第16シリーズ第4話・最終話）
里見の住むアパート「サンコーポ」の隣人。職業はタクシー会社・同盟交通のドライバー。小学生の息子・佑介を育てるシングルマザーで、里見のプロポーズを受け、第11シリーズ第12話で結婚。
第16シリーズ第4話では里見のことを「ダーリン」と呼んでいた。同シリーズ最終話で逃走犯と衝突して階段から転落。一時は意識不明の重傷を負い、就労が困難になったため、里見が警察官を辞めて同盟交通のドライバーへ転職。
里見がゲスト出演したファイナル第6話と2007年SPには未登場。2007年SP内で自身の病気療養のため、故郷の山口県長門市に夫婦で移住したことが安浦によって語られている（里見は現地のタクシー会社でドライバーを続けており、捜査で長門入りした安浦らの案内役として登場）。
里見（坂上）佑介
演 - 大場俊輔（第11シリーズ第12話、第13シリーズ第6話・第12話）→石塚大樹（第16シリーズ第4話）→佐保祐樹（第16シリーズ最終話）
坂上恵子の息子。第13シリーズ時点で小学6年生。同シリーズの第12話では担任教諭への傷害の疑いをかけられてしまう。
中学3年生の第16シリーズ最終話では、恵子の車に同乗中に車ごと逃走犯に奪われ、拉致監禁に巻き込まれる。
須藤健太
演 - 石坂良磨（第17シリーズ第8話）→井手雅紀（第17シリーズ最終話、ファイナル第1話、2005年年末SP、2009年最終回SP）
須藤の息子。将来の夢は刑事になって犯罪をなくすこと。
父の殉職後、田崎の養子となる。
高校1年生時の最終回SPで不良に絡まれていた少女を助けようと喧嘩騒動を起こしてしまう。

## ゲスト
最多出演者は一柳みるで、第1シリーズ（1988年）から第17シリーズ（2004年）にわたり15回（うちメインゲスト9回）出演。

### 第1シリーズ（1988年）
第1話「密告者は美人靴みがき」
- 渋谷哲平
- 竹井みどり

### 第3シリーズ（1990年）
第7話「ソープランドから拉致された安浦刑事」
- 石橋英幸 - 峰岸徹
- 石橋ひとみ - 湯本真弓
- 金子研三、湯原弘美、増田再起、金子由之、仲野裕、中村雄一、佐々木透志、佐藤法義、松山恭尚、小俣賢治、矢口直美、下田幸美、高橋美樹

第8話「囮捜査!? 受刑者の愛人」
- 金井次郎 - 内藤剛志
- 柴田清美 - 清水ひとみ
- 吉野由樹子、佐藤京一、小寺大介、渕上宏、御友公喜、城春樹、福地かおり、石田哲也

第10話「張り込み・覗かれた人妻」
- 重田和美 - 蜷川有紀
- 重田あや - 植松佳菜美
- 重田修一 - 並木史朗
- 加地健太郎、今井耕二、徳丸伸二、溝口順子、小松本正信、大西正昭、杉崎浩一

第11話「安浦刑事に捧げるラブソング」
- 水沢礼奈 - 森田恵
- 高階英之 - 山内賢
- 小沢一義、奈辺悟、桐山栄寿、岸本功、幸英二、植松充伸、林高行、黒田通裕、山口幸彦、三浦浩史

第12話「レイプえん罪事件・すり替わった焼死体」
- 小沢信助 - 新田昌玄
- 中西京子 - 高沢順子
- 小沢洋助 - 橋本俊一
- 片山万由美、江藤漢、水橋和夫、中川真由美、阿部光子、山中康司、鎌田功、佐々森勇二

第13話「危険な宅配便・疑惑の目撃者」
- 塩崎悟 - 荒井注
- 戸沢朝子 - 棟里佳
- 小瀬格、長谷川恒之、根岸一正、中真千子、桑原一人、進藤幸、大石源吾、伊藤眞、山浦栄、佐川二郎、伊藤博、宮沢久恵

第14話「友達が殺人!? 疑われた女刑事」
- 石川恵子 - 七瀬なつみ
- 山本麻美 - くらら
- 妃衣子、柳沢順子、坪井木の実、野田久美子、槇野涼、村上青児

第16話「必死の逃亡者・子供を捨てた女」
- 依田麻子 - 音無真喜子
- 依田哲夫 - 池田貴尉
- 桂木茂行 - 深水三章
- 醍醐貢介、金房求、粟谷裕史、村上幹夫、塩田朋子、大西智子、渡部るみ、宮島敏

第17話「京都殺人風景の女・形見の拳銃」
- 砂田夕子 - 北原佐和子
- 砂田邦彦 - 永峰稜
- 堀田真三、荘司肇、星野美恵子、堀越大史、相馬剛三、木村修、鎌田功、鈴木麻実、近藤広樹

第18話「黒いロープの殺意! 赤ん坊を拾った男」
- 渡瀬健一 - 樋口隆則
- 西田友美 - 土屋貴子
- 桑田誠、青木崇、草薙仁、高野美夏、河合絃司、きくち英一、刈田公、松岡久美、松本朋丈、作原利雄、三山修一、大野修作

第19話「結婚を餌にした女」
- 石川舞子 - 池波志乃
- 太田光治 - なべおさみ
- 早川純一、青山眉子、市川勉、花悠子、加藤陽子、横尾三郎、池内敏也、内田修司

第20話「裏切られた美談・亡き娘に捧げる挽歌」
- 小島正子 - 富永ゆき
- 小島多恵 - 古屋玲香
- 泉堅太郎、椿田昇耶、藤井敏夫、萩原等司、渡辺高志、坂井寿美江、北山耕治、奥田直樹、菊池和彦

第21話「証言を翻した女・盗まれた旧紙幣」

### 第5シリーズ（1992年）
第14話「怪しい心霊写真・虚言癖の女」
- 神崎照美 - 藤田芳子
- 酒井一雄 - 下塚誠
- 安田千賀子 - 森みつえ

第18話「盗聴器を仕掛けた女・ガテンギャルの犯罪」
- 吉岡一博（個人タクシー運転手） - 左とん平
- 吉岡秀美（電気工事士、一博の長女） - 岸田里佳
- 倉田賢一（倉田コンサルタント社長） - 佐戸井けん太

### 第6シリーズ（1993年）
第1話「ハワイ女3人卒業旅行 東京～ホノルル 産婦人科女医の犯罪!?」
- 小西博之
- 西川忠志
- 安永亜衣
- 貞永敏
- 近藤理枝
- 槙野涼
- 井上牧子
- 辰馬伸
- 春井優雅子
- 田口計
- 左とん平
- 渡辺美佐子

第2話「美人コンテスト女王の犯罪!?」
- 酒井法子
- 原日出子

第3話「雨の夜の犯罪 囮にかかった女」
- 原田信吉（原信工務店社長） - 橋本功
- 福井（中華料理店「柚の木」店主） - 小鹿番
- 原田友一（信吉の息子） - 妹尾洸
- 吉岡謙（神山工務店元社員） - 桂嶋こうき
- 野村恵子（中華料理店「柚の木」店員） - 賀川耀子
- 北村大造、団厳、瀬田吉史、舞小雪、八百原寿子、角間進

第4話「自己調査を頼んだ男 粗品がアリバイ!?」
- 長谷川賢一（安浦家の裏のマンションの住人） - 田村亮
- 相馬哲夫（CIC調査事務所 社員） - 石山雄大
- 野口俊也（帝都物産 社員） - 加門良
- 長谷川美奈子（賢一の妻） - 中尾麻祐子
- 岸田仁志（居酒屋店長） - 三田村賢三
- 荒木雄一（帝都物産 営業部長） - 荻原賢三
- 荒木美子（雄一の妻） - ただのあつ子
- 荒木潤一（荒木夫妻の息子） - 田中優樹
- 中真千子、前田悠衣、阪東豊之助、武藤拳、神田盟子、内田修司、野間洋子

第5話「アリバイの無い女・取り違えた名前」
- 沼田久子（定食屋ひさご 女将） - あいはら友子
- 沼田典子（とめの娘） - 泉晶子
- 広瀬久司（天保工業 営業副部長） - 佐々木勝彦
- 沼田とめ（久子の義母） - 音羽久米子
- 村松君代（隣人） - 瞳麗子
- 山岸人事部長 - 水橋和夫
- 沼田孝之（典子の夫） - 有賀泰三
- 古屋俊一、大塚和彦、山浦栄、たくみまり、島ひろ子、三田恵子、松尾晶代、黒沢怜良

第6話「親切ドロにあった女美容師」
- 小島良美（美容師） - 大塚良重
- 本堂（カラキリース産業 社員） - 川島一平
- 町田昌次（カラキリース産業 営業課長） - 望月太郎
- 城戸亮子（ホステス） - 高都幸子
- 唐木（カラキリース産業 社長） - 伊藤真
- 堀越（元ボーイ） - 椿田昇耶
- 故買屋 - 須賀良
- 五野上力、代哲也、曽我部夫佐子、蓮池貴人
- 小島幸江（豆腐屋「富士屋」店主） - 絵沢萌子

第7話「同僚を密告した女 パートで働く女たち」
- 友部邦子（徳丸スーパー パート） - 春風ひとみ
- 工藤周子（徳丸スーパー チーフ） - 風祭ゆき
- 河合美樹（徳丸スーパー パート） - 青山りえ
- 内田店長 - 秋沢秀介
- 友部加代子（邦子の娘） - 古川りか
- 工藤登（周子の息子） - 蔵内幹生
- 五野上力、桝田徳寿、栗原洋子

第8話「妻をもっと愛したい！犯罪を予知した女」
- 藤岡一夫（「成和マンション」住人） - 下條アトム
- 藤岡恭子（一夫の妻） - 三浦リカ
- 野上義雄（「成和マンション」住人） - 金尾哲夫
- 野上貴子（義雄の妻） - 原田千枝子
- 清水英夫（カーディーラー） - 山岡八高
- 山田伸一（「成和マンション」住人） - 坂西良太
- 鈴木博史（「成和マンション」住人） - 藤井敏夫
- 水野耕司（伸栄建設 社員） - 上野淳
- 秋間澄、山下和彦、田中雅子、柴田翔平

第9話「コンビニ強盗 噂で強請られた女」
- 沢田順子（晴子とは高校の同級生） - 高汐巴
- 田中初江（近所の住人） - 中島ゆたか
- 西沢美津代（美容院 店主） - 木村有里
- 沢田一太郎（沢田書店 店主） - 相馬剛三
- 西沢邦夫（西沢不動産 社長） - 椎谷建治
- 武田留美子、河岸加奈子、木下淳生、黒石絵里香

第10話「勘当された娘 落語家に化けた刑事」
- 笑遊亭銀馬（落語家） - 梅野泰靖
- 笑遊亭小銀（銀馬の弟子） - 春風亭昇太
- 月丸（落語家） - 三遊亭歌慎
- 女落語家 - 三遊亭歌る多
- 塚本弘子（銀馬の娘） - 大塚賀子
- スナックのマスター - 田口主将
- 笠井一彦、大久保運、新城彰、富田三千代、藍田みちる、当山三郎、松永秀一、小川義雄、森島稔文
- 協力 三遊亭圓歌事務所

第11話「死体の手に印鑑！マイホームを夢見た男」
- 田代孝志（栄運輸倉庫 社員） - ベンガル
- 加藤トシコ（田代と同じ団地の住人） - 杉山とく子
- 田代潤一（田代夫妻の息子） - 栗原紘章
- 田代三枝子（孝志の妻） - 上杉二美
- 矢部卓也（山忠不動産社員） - 国守男
- 木下セツ（トシコと同じ団地の住人） - 山本緑
- 井上夏葉、稲垣愛、森松條次、村添豊徳、須藤為五郎、森早苗、原久美子、葉子きよみ、山下和浩、安藤裕、馬島宏治、緑川津義、福井薫

第12話「自転車泥棒の女 衝動殺人！」
- 小池睦子（嗣朗の妻） - 一柳みる
- 小池嗣朗（高校教師） - 山内賢
- 小池正也（ユカとは小学校の同級生） - 渡辺博貴
- 浜田耕二（工場勤務） - 六平直政
- 竹村友美（自転車の持ち主） - 夏野陽子
- 野上徹（サークルKサンクス アルバイト） - 浅川剣介
- 五野上力、泉福之助、野口ひろとし、斉藤勝、飛志津秀治、森麻衣子、渡辺るみ

第13話「保険金疑惑の蔭の女」
- 木村佳世子（ビルの掃除婦） - 石井富子
- 江口卓郎（バーディ商事社長） - 遠藤征慈
- 松波慎吾（バーディ商事社員） - 郷田ほづみ
- 三浦亮介（バーディ商事営業部長） - 番哲也
- 杉山伸子（バーディ商事OL） - 小林桂子
- 岸本功、久木念、植田博美、内田修司、娘太郎

第14話「蘭の鉢植えを持つ女 見えない絆」
- 森川亜紀子（元教師・親水荘 女将） - 杜けあき
- 杉村京子（大里高等学校 生活指導補佐） - 三沢明美
- 向井俊夫（大里高等学校 元生徒） - 佐野智郎
- 町田幸夫、山口三恵子、伊藤幸純、沖田泰子、加藤悦子、長沢政義、森田龍太、嘉手奈守礼、似鳥公紀、東映演技研修所
- 菊池良幸（大里高等学校 生活指導主任） - 内田直哉

第15話「怯える写真 夜の教室に立つ女」
- 川島真理子（13年前、殺人未遂で服役） - 宮下順子
- 和田良和（喫茶店みちのく店主） - 下塚誠
- 藤城恒夫（総会屋） - 伊東達広
- 和田葉子（良和の妻） - 富田瑤子
- 和田明日香（明徳中学2年生） - 本名陽子
- 花原照子、飯田和平、平光琢也、原豊、島美布由、東映演技研修所

第16話「クレジット詐欺の女 父と娘」
- 川久保夏代（信吉の娘） - 桑田和美
- 福本茂（無職） - 森川数間
- 内山由紀子、木原みずえ、山梨ハナ、武田俊彦、井出勝己、大橋和幸、東映演技研修所
- 川久保信吉（建築現場の下働き） - 谷村昌彦

第17話「貢いで捨てられた女 殺意の重奏」
- 沢田正造（緑のおじさん・蕎麦屋さわ田屋 店主） - 三角八朗
- 小島直子（協和興商 OL） - 高取茉南
- 笠井恒彦（協和興商 社員） - 伊藤洋三郎
- 加倉井えり、五野上力、高橋利安、石井洋、矢尾武、巣立利衣子、沢村朋子、東映演技研修所
- 副島たえ子（蕎麦屋さわ田屋 店員） - 正司花江

第18話「整形美容の罪 美しくなりたい！」
- 浜口テル（山手中央署の掃除婦） - 片山万由美
- 浜口房子（天正物産 OL） - 二階堂千寿
- 矢野宏文（天正物産 営業） - 乃木涼介
- 小川美那子、宮田光、谷津勲、荒木優騎、高見沢美樹、石田充子、棚橋由美、ロニー・サンタナ、佐藤法義、石田豊美、松尾晶代、東映演技研修所

第19話「女詐欺師を狙った男」
- 三谷正男（三谷青果店 店主） - 河原さぶ
- 三谷朝子（正男の妻） - 大川栄子
- 野中園子（主婦） - 井口恭子
- 三谷光司（三谷夫妻の息子） - 橋本巧
- 竹内靖、春延朋也、早川亜友子、三田惠子、鈴木伸幸、恩塚貴子、磯春陽、瀬下智子、東映演技研修所

第20話「安浦刑事が仲人！掏摸からすった男」
- 伊藤栄三（伊藤時計店店主・元スリ） - 花紀京
- 江原保（強盗殺人で10年服役） - 草薙良一
- 岩田久作（元スリ） - 村田正雄
- 伊藤弘（栄三の息子） - 佐藤孝輔
- 愛川絢子、三谷幸子、仲塚康介、城春樹、稲山玄、佐和たかし、高月忠、泉福之助、横溝貴之、東映演技研修所

第21話「転職を勧める女 若い愛人の罠」
- 野中睦子（「ザ・パースン」外務部チーフマネージャー） - 一色彩子
- 吉井謙介（睦子の元夫） - 佐藤仁哉
- 津山共平（協友企画 社員） - 井田州彦
- 内田えみ子（外洋商事OL） - 河合亜美
- 五野上力、東映演技研修所

第22話「信州松本 故郷に帰れなかった女」
- 小池みつ子（小料理「駒草」女将） - 山口美也子
- 百瀬正毅（松本民芸家具 職人） -  和崎俊哉
- 百瀬源造（正毅の父） - 須賀不二男
- 百瀬信行（原田の部下） - 神保悟志
- 原田隆（イースト建設 建設設計部第一課 係長） - 井上高志
- 武川修三、鎌田功、高田強、東映演技研修所
- 八木沢刑事（長野県警） - 堀内孝雄(特別出演)

第23話「懐メロコンテストに出た安浦刑事」
- 杉野哲夫（隅田精機 庶務課社員） - 沼田爆
- 神崎麻里（隅田精機 社員） - 麻里万里
- 岩佐幸彦（隅田精機 総務部長） - 佐々木敏
- 神崎ミネ子（麻里の母） - 五十嵐美鈴
- 関根幸子
- 石倉民雄
- 青柳文太郎、坂井寿美江、山崎明美、静恵子、石田哲也、大貫晃、麻生直希、東映演技研修所

第24話「刑事を誘拐した女 裏切られた夢」
- 山口裕子
- 田山涼成
- 村上不二夫
- 前田淳
- 東映演技研修所

第25話「向日葵の髪飾りの女 指紋の無い凶器」
- 大石京子（ホテルCHARME客室係） - 矢代朝子
- 時田重雄（耳撃者） - 早川純一
- 近藤康之（被害者） - 吉田晃太郎
- 山浦栄、小甲登枝恵、大塚政之、山田香代、坂本隆、澤田誠志、奥山真佐子、安田洋子、池上真知、宮崎剛、高村祐毅、岸本海人、桑原朋宏、東映演技研修所

第26話「パッチワークの女・血染めのブラウス」
- 泉田熱子（榊原の内弟子） - 余貴美子
- 田代清子（立川教室のパッチワーク講師） - 栢木布由子
- 秋津小夜子（手芸家） - 東丘いずひ
- パチンコ屋の客 - 松本じゅん
- 泉よし子、山本寛、麻ミナ、大和田雅子、五野上力、田中麻季子、菊地美可子、鈴木信明、東映演技研修所
- 榊原ふみ（パッチワーク講師） - 左時枝

最終話「殺すほど愛していない！教師の妻」
- 久保田秋子（和美の義母） - 上村香子
- 久保田和美（教明学園女子中学校 卒業生） - 久我陽子
- 河村修（教明学園女子中学校 生活指導） - 醍醐貢介
- 河村多美子（修の妻） - 柚木佑美
- 山口嘉三、沢井小次郎、吉岡伸祥、東映演技研修所

### 第7シリーズ（1994年）
第2話「人が殺される!?霊感を利用された女」
- 甲田朋子（パーラーNAKATAYA アルバイト） - 沢田亜矢子
- 関谷周吉（関屋産業 社長） - 大門正明
- 甲田誠一（朋子の夫） - 三田村賢二
- 関屋峰子（マルチーズ「ポロ」の飼い主・NAKATAYA出資者） - 真乃ゆりあ
- 田尻康平（関屋産業 組合長） - 坂西良太
- 内田修司、早川亜友子、山下徳久、小島克則、後藤康夫、朝山恭行、澤田豊志、木村憲貢、辻祐介、渡辺るみ、岡田孝之、松葉妙子、谷村晃代、柴山隆子、東映アカデミー

第3話「お時間ありますか?駅に立つ女」
- 川上亜紀子（主婦） - 大場久美子
- 土橋茂生（質屋の客） - 松川信
- 小久保猛（コンビニ強盗） - 児島宏章
- 女将（小料理屋「たもと」） - 山梨ハナ
- 武川修三、上田真士、水野令子、茂木和範、菅野浩司、磯春陽、韮沢雄希、神田勇希、東映アカデミー
- 遠藤幹夫（サラリーマン） - 深水三章

第4話「母性の殺意!女刑事の怒りと悲しみ」
- 柊木百合子（舞台女優） - 春風ひとみ
- 三井弥生（シングルマザー） - あめくみちこ
- 橋本菊子、加治良介、山浦栄、加山到、小田草之介、杉弥生、西沢まこ
- 聖野由佳、荒井ゆか、村越正輝、岸本海人、塙翔平、東映アカデミー

第5話「カラオケ女医者 血痕の付いた引き出物」
- 遠山志乃（遠山病院 院長） - 左時枝
- 手塚亮吉（会社員） - 下塚誠
- 手塚直美（亮吉の妻） - 監物房子
- 笠井幸平（遠山病院 入院患者） - 山本廉
- 柿内洋治（外来患者・医療器具のセールスマン） - 阿部裕
- 小寺大介、樋口治行、福田くみ、西城まり子、五野上力、高倉彩、酒井理華、東映アカデミー

第6話「女カメラマンの秘密 携帯電話の盲点」
- 坪田さつき（素人カメラマン） - 白都真理
- 井上玲奈（ゲイバー「カレン」ホスト） - 内田直哉
- 影山英俊、志賀圭二郎、山口杏子、角間進、大石千暁、泉福之助
- 澤田誠志、村添豊徳、松尾晶代、吉成幸一、高橋利安、東映アカデミー

第7話「同窓会殺人事件 女が嘘をつく時」
- 望月江里子（晴子の中学の同窓生） - あいはら友子
- 清水真紀（晴子の中学の同窓生） - 風祭ゆき
- 奥村京子（晴子の中学の同窓生） - 木瓜みらい
- 泉よし子、木原みずえ、千田義正、藤本幸太郎、小森秀一、山口明日香、飯塚恭平、川口あつこ、東映アカデミー

第8話「悲しい酒!女艶歌歌手の野望」
- 山口葵（音楽事務所社長） - 中島ゆたか
- 中井勝太郎（目撃者） - 桂三木助
- 小林和子（食堂まるたか 女将） - 夏川かほる
- 新城のぼる（新人演歌歌手） - 朝倉圭矢
- 原（音楽事務所社員） - てらそま昌紀
- 執行佐智子、新城彰、五野上力、鎌田功、吉田小百合、東映アカデミー

第9話「幸せを売る女 靴跡の秘密!」
- 谷口花江（雑貨店メンフィア 店主） - 宮下順子
- 佐竹和也（小林ペット美容室 トリマー） - いちょう光暢
- 山崎政英（レストラン「ビストロ ブラン」支配人） - 妹尾洸
- 宮田光
- 滝野芙美（被害者の元恋人） - 立原ちえみ
- 田辺博之、曽我部夫佐子、東映アカデミー
- 谷口鉄治（東新食品元社員・花江の夫） - 木村元

第10話「凶器は鋏!ベッドを買った男」
- 森川克彦（家具ハセガワ勤務） - 中本賢
- 森川美奈子（克彦の妻） - 塚田きよみ
- 長谷川佳代子（浩平の妻） - 早川絵美
- 山内真治（被害者） - 江上真吾
- 長谷川浩平（家具ハセガワ社長） - 山本伸吾
- 幼稚園の生徒の母親 - 松本じゅん
- 佐川二郎、五十嵐五十鈴、佐野朝実、巻口久美子、加倉井えり、山田明子、谷篤寿、佐々木総太、二階堂美由起、浅川和恵、東映アカデミー

第11話「死者が歩いている!変身願望の罠」
- 桜井直美（電話秘書代行サービスオフィス 社員） - 渡辺典子
- 岩沢良一（夕子の婚約者） - 渋谷哲平
- 小松崎夕子（半年前から行方不明の女性） - 桑田和美
- 野田善子、貴柴市子、真実一路、加藤雄二、竹内靖司、沢柳廸子、山本則子、東映アカデミー

第12話「偽造金券の罠 逃げる妹の婚約者」
- 三ツ木利夫（三ツ木運輸 トラック運転手） - 阿藤海
- 三ツ木泉（利夫の妹） - 麻里万里
- 竹内浩（利夫の相棒） - 賀川黒之助
- 谷圭子（京王タクシー 運転手） - 大島蓉子
- 山名良昌（山名印刷社 社長） - 高岡良平
- 山田光一、浦野眞彦、豊嶋稔、岡田和久、鎌田吉次、松井龍二、三村晃弘、澤田偕二郎、吉川延利、神田卓典、猪膝武士、東映アカデミー

第15話「偽刑事！万引きされた婚約指輪」
- 作田一平 ‐石倉三郎
- 林田直子 ‐可愛かずみ
- 工務店棟梁 ‐谷津勲
- 赤坂広人、古郡雅治、 三輪優子、 鶴田東、 佐藤太三夫、 西側有利子、 酒井郷博、 北村隆幸、 原田淳悟、 内田剛、 小泉慎太郎、 清水直子、東映アカデミー

第21話「三行広告の女!電子手帖の記憶」
- 黒田憲一 - ベンガル
- 遠井茂之 - 伊藤紘
- 荒川美知子 - 水原ゆう紀
- 黒田万里子 - ただのあっ子
- 黒田加奈子 - 中園麻衣子
- 西美子、恵有一、熊谷美香、家吉珠美、織原かおり、住若博之、内木場金光、若林京、鈴木伸幸、加取まなみ、廣嶋かなえ

第24話「靴紐の謎 女新聞記者の執念」
- 朋子 - 有村つぐみ
- 吉田 - 小篭行雄
- 井上牧子 - 生田智子
- 井上孝太郎 - 沼田爆
- 小宮山勉 - 鶴田忍
- 倉橋昇 - 小笠原良知
- 山岡八高、御道由紀子、大沢さやか、滝雅人、松本明代、泉福之助、益子和浩、猪膝武士、松葉妙子

### 第8シリーズ（1995年）
第3話「通販を買う女 父に愛人が!」
- 向井隆行 - 中山仁
- 田上由起子 - 鹿取洋子
- 向井典子 - 片桐夕子
- 向井理栄 - 藤田香織
- 三枝秀子 - 中尾貴美子
- 鈴木美帆、長岡忍、高石裕子、川口丈文、阿部朋子、徳田直子、桜井章、佐久間亜子、荒井瞳、海老原朋子、東映アカデミー

第4話「不倫妻!帰宅拒否症の男」
- 小出泰司 - 下條アトム
- 焼鳥屋の主人 - 関時男
- 谷口陽一 - 下塚誠
- 小出妙子 - 早川絵美
- 津島令子、相馬剛三、木村令子、戸井勝海、白坂久美、須賀良、榎本由希、田中麻季子、高木麻紀、東映アカデミー

第6話「女刑事の秘密!謎の心中死体」
- 菊地亜矢 - 比企理恵
- 岡崎洋三 - 堀光昭
- 須田のぶ子 - 岩城茉里
- 大方斐紗子、宗方奈美、酒井健太郎、梅田弘次、菅野浩司、須藤為五郎、東映アカデミー

第7話「娘に裏切られた男 路上の殺意」
- 矢野茂男 - 岡本信人
- 矢野香代子 - 太地琴恵
- 矢野香織 - 西島愛
- 小森昇二 - 木村直雄樹
- 礒春陽、五十嵐五十鈴、田辺勝也、水澤慎二、大泉公孝、藤田浩史、柴咲莉沙、東映アカデミー

第8話「張込み お化け屋敷の女!?」
- 三村道代 - 𠮷川十和子
- 平野典子 - 棟里佳
- 平野信介 - 森田順平
- 黒沼弘巳、小川義雄、宮下学、阿部圭馬、東映アカデミー
- 片山時枝 - 正司照枝

第9話「公園デビュー!?女たちの斗い」
- 水口和子 - 藤田佳子
- 米山正二 - 川島一平
- 宗方草平 - 入江正徳
- 康本美紀、中川真由美、窪園純一、亀谷遊、山上優、菅野能史、荒木優騎、吉野容臣、桐沢祥子、作原利雄、高橋修美、工藤雅哉、小沢美里、吉田真衣、東映アカデミー

第11話「愛犬が暴く痴漢!? 刑事の片想い」
- 花村万里 - 中島ゆたか
- 武井登 - 佐野智郎
- 白鳥圭子 - 麻里万里
- 白鳥正樹 - 村上幹夫
- 池上尚吾、岡田俊博、羽田共持、河嶋賢治、清水直子、東映アカデミー

第12話「匿名の結婚祝い!?整形美容の女」
- 熊谷秀雄 - 見栄晴
- 永野敏江 - 松木路子
- 林田恵 - 有沢妃呂子
- 服部昌子 - 真木洋子
- 女将 - 市川薫
- 桑田和美、剛州、小林滋央、澤田誠志、野添義弘、鎌田功、小林敬、伊藤幸純、早川亜友子、石田哲也、鈴木信明、浅川和恵、高橋利安、斉藤慧、東映アカデミー

第14話「水色のハンカチの男 過去の愛」
- 吉行理璃 - 沢田亜矢子
- 沢木達彦 - 大林丈史
- 馬場健一 - 佐藤孝輔
- 赤岩省吾 - 伊吹徹
- 遠藤征慈、眞継玉青、岩城力也、杉義一、村上理子、松相敏夫、小俣賢治、松尾晶代、東映アカデミー

第16話「嫉妬殺人!?年下の男に溺れる女」
- 栗田圭子 - 萩尾みどり
- 木村香苗 - 大信田礼子
- 栗田公平 - 藤田宗久
- 神崎慎吾 - 馬野裕朗
- 関時男、片山万由美、長谷川誉、宮沢美保、大岡旭、中村起子、久里きなこ、佐藤正行、萩原等司、遠藤浩二、小川浩司、岡田一志、東映アカデミー

第17話「病院荒らし!最後の親孝行」
- 秋山チヨ - 佐々木すみ江
- 秋山清次 - 赤塚真人
- 河野弘之 - 山本哲也
- 門谷美佐、井上薫、武川修三、鈴木一馬、槇ひろ子、鎌田功、穴井隆文、粒来拓斗、大井雅治、寺田泰隆、東映アカデミー

第18話「幻の再会!約束の場所で待つ女」
- 向井法子 - 古川りか
- 守屋浩司 - 内野聖陽
- 大石 - 武正忠明
- 岡本 - 河田祐幸
- 岩田 - 影山英俊
- 近松敏夫、谷津薫、山梨ハナ、山田光一、山本緑、沢田浩二、野口寛、杉弥生、高尾美有紀、八百原寿子、浜田道彦、三村晃弘、柏木タカシ、矢部享祐、石野可那、坂本裕史、東映アカデミー

第19話「売上金強奪!ニセ警官の逆襲」
- 古川均 - 鷲生功
- 岩田巡査 - 福田豊土
- 古川節子  小林トシ江
- 鈴木泰明、久木念、佐藤和久、水澤慎二、武田留美子、工藤弘人、内田修司、村添豊徳、藤倉珠紀、通川哲也、梅崎務、小林光祥、松山尚子、東映アカデミー

第20話「業務上横領!人妻を愛した刑事」
- 有田壮吉 - 里居正美
- 有田陽子 - 島村佳江
- 永井啓介 - 甲斐道夫
- 川口啓史、伊藤眞、森富士夫、佐々木正明、長岡忍、三田恵子、羽村英、梶原千津子、多比良健、佐藤法義、寺岡龍治、東映アカデミー

第21話「殺人犯の恋人 署長のヒミツ」
- 小野田朝子 - 東千晃
- 桃井佳子 - 白石玲子
- 小野田淳一 - 石山雄大
- 北川譲二 - 中倉健太郎
- 志水希梨子、大場健二、信太昌之、佐藤広義、小貫加恵、春延朋也、寺山さい子、斎藤みどり、五野上力、庄司哲郎、荒井真紀江、高橋英樹、東映アカデミー

第23話「還ってきた女刑事 万引の誘惑」
- 田崎晴子 - 岡本麗
- 藤沢奈津子 - 友里千賀子
- 藤沢邦彦 - 三上真一郎
- 井上真弓 - 川津花
- 堀井真吾、千種かおる、蜷川美穂、東映アカデミー

第24話「死者からの手紙!陽気な未亡人」
- 古谷寿子 - 芦川よしみ
- 水野光恵 - 児嶋美ゆき
- 篠田益美 - 長坂しほり
- 古谷純夫 - 伊藤高
- 南川昊、野口ひろとし、眞山典子、土井雅世、藤原眞奈美、成田渡、菊地隆志、東映アカデミー

### 第9シリーズ（1996年）
第2話「安浦刑事がリストラされる!?」
- 坂口芳雄 - 寺田農
- 霜田晃一 - 大林丈史
- 坂口佐代子 - 大塚良重
- 霜田昌枝 - 木村夏江
- 神山良樹 - 石田信之
- 村添豊徳、石井洋、東郷延泰、東映アカデミー

第4話「死の不倫旅行!?家庭回帰の男」
- 宮森清次 - 赤塚真人
- 多田一郎 - でんでん
- 多田巧 - 水澤慎二
- タクシーの運転手 - うえだ峻
- 多田正子 - 松木路子
- 北村明子、大原和彦、野上正義、山梨ハナ、小池幸次、田中孝雄、折口明、南部寛喜、飛田かなえ、東映アカデミー

### 1999年スペシャル
「安浦刑事、九州天草へ飛ぶ!6000万円横領事件に引き裂かれた夫婦愛!?美しい島の花嫁」
- 影山雅美（クラブ「楽園」ホステス・朋子の姉） - かとうかずこ
- 大橋洋子（クラブ「楽園」ホステス） - 伊佐山ひろ子
- 塚本茜（クラブ「楽園」ホステス） - 十勝花子
- 砂岡朋子（雅美の妹） - 魏涼子
- 横田良幸（明東電子経理部課長） - 草野裕
- 藤村宗平（農家・俊彦の父） - 竹本純平
- 影山和弘（明東電子経理部係長） - 鈴木一功
- 高崎慎吾（明東電子経理部社員） - 藤敏也
- 藤村俊彦（朋子の婚約者） - 平井真軌
- 須永千重、東出典子、菅野達也、鶴田東、小林操、鎌田功、池谷美加、栗田真由子、中西浩之、滝智行、早川亜希、川村真由、江崎俊一、山崎浩、寺島三和子、長谷川澄雄、岡崎佳子、高橋久志、東映アカデミー
- 芝田高志（クラブ「楽園」店長 - 堀内孝雄
- 砂岡四郎（漁師・雅美の父） - 左とん平

### 第12シリーズ（1999年）
第2話「強盗犯を逃がした人妻!? しがみつく女！」
- 島村恵子 - 大島さと子
- 松下雄二 - 山本龍二
- 島村健一 - 脇田茂
- 島村加代 - 塩屋洋子
- 藤田清二、勝又陽子

第3話「犬と暮らす鎌倉夫人の嫉妬!? 嫌われた女」
- 大橋祥子 - 春風ひとみ
- 伊藤和江 - 藤吉美加
- 伊藤信幸 - 加藤満
- 大橋良一 - 真名古敬二
- 堀院長 - 津村和幸
- 野平ゆき、宇納佑、宮下英樹、高橋かすみ、和田京子、河内喜一郎、上杉二美、今本洋子、木曽麗子、亀田朋孝、登川義一、池内康祐、小林夏樹

第4話「殺意の出世争い!? 安浦刑事が信じた女！」
- 林田亮子 - 一色彩子
- 長尾真知子 - 津島令子
- 大井一義 - 戸井勝海
- 横川健太郎 - 牧村泉三郎
- 早坂部長 - 浜博文
- 堀正彦、森順子、あま敏子、ブッチー武者、増田てつ、三田哲夫、宮尻佳子、麻生奈美

第5話「復讐のピアノ!? 婚約者を殺された女」
- 柳川亜紀代 - 筒井真理子
- 本山孝一郎 - 梅野泰靖
- 柳川久男 - 市川勇
- 進藤益男 - 谷村好一
- 本山泰江 - 泉よし子
- 本山俊之 - 渡辺健
- 田村憲司、関口信彦、天羽かおり、宮北由季、村上有莉、大川戸由嘉、河合由貴
- ピアノ指導 - 河野由貴

第6話「宝くじを盗まれた死体!? 笑う女！」
- 平山良江 - 一柳みる
- 岩田文蔵 - 小鹿番
- 平山俊彦 - 増島愛浩
- 片山隆一 - 児玉頼信
- 工藤庄司 - 武川修三
- 丸谷文彦、真山章志、川口丈文、亜南博士、荒井麻里子、田村順子、原口優子、河内一治、松本貴都奈、皆川尚義、吉田耕作

第7話「結婚3日前の殺意!?愛を破棄された女!」
- 水原佐和子 - 石野真子
- 二宮美枝 - 那須佐代子
- 上原良介 - てらそま昌紀
- 村木茂雄 - 嶋崎伸夫
- 番哲也、天現寺竜、佐野和敏、萬雅之、熊谷祐子、高山麻美、星野徹也、鳥飼差代、揚石和代、恩田佳代子、望月瑛蘭

第8話「死体に赤い墨汁が!? 手を握る女!」
- 水島妙子 - 宮下順子
- 神山賢一郎 - 原田清人
- 神山久子 - 山本与志恵
- 城所省三 - 二瓶鮫一
- 水島美紀 - 小笠原亜里沙
- 水島絵美 - 平島ひさ美
- 水島亜美 - 赤坂さなえ
- 松田真知子、岡野小合、鶴田進、小林直治、熊倉米子

第9話「イタズラ電話がアリバイ!?愛を買う女!」
- 森田有紀子 - 愛川裕子
- 杉岡文子 - 日向明子
- 田代昭一 - 坂西良太
- 今野悟 - 萩野崇
- 小林功、亜南博士、池田定幸、吉村郁男

第10話「カラスが告発した真犯人!? 近所迷惑な女」
- 水野利子 - 左時枝
- 村井明夫 - 井上高志
- 荒島誠 - 藤岡大樹
- 水野和子 - 胡桃沢ひろこ
- 冬雁子、鈴木泰明、柚木佑美、片岡富枝、飯口美穂、永幡洋、逸見慶子、篠原のり子、宮崎真理子

第11話「謎の投身自殺!?夫の退職金を盗んだ女!」
- 乾静江 - 三浦リカ
- 前田利男 - 頭師孝雄
- 前田好子 - 田村奈巳
- 乾一郎 - 佐渡稔
- 正木部長 - 望月太郎
- 藤井敏夫、奈良坂篤、山口詩史、古郡雅浩、持丸雅樹、元木のぶ子、清水薫、熊本昭博

第12話「襲われた夫は強盗犯!?捜査を邪魔した女」
- 山岸佐知子 - 岡まゆみ
- 山岸孝典 - 平尾仁
- 山岸夏美 - 橋爪しのぶ
- 木村幸弘 - 野添義弘
- 酒井章子 - 夏川さつき
- 篠田薫、竹内靖司、松尾晶代、小貫加恵、大沼百合子、宮尻佳子、増田至朗、梶貴之、酒井郁江、橋本健太、金澤慎太郎、横内祐樹、東映アカデミー、家庭婦人バレーボール北クラブ、大東文化大学バスケットボール部

第13話「安浦刑事が朝帰り!? 証言を拒む女！」
- 広田涼子 - 若林しほ
- 志村哲夫 - 木下浩之
- 佐野静夫 - 坂下光一郎
- 村中信也 - 鈴木実
- 増田英治、本間達也、大藤浩一、平野益利、浜田麻里

第14話「夫と話したかった女!? 二重指紋の謎！」
- 平戸鏡子（カラオケスナックのママ） - 高汐巴
- 平戸政雄（鏡子の夫） - 伊藤昌一
- 松山早苗（大貫の婚約者） - 須部浩美
- 川田老人（目撃者） - 守田比呂也
- 平戸綾（響子・政雄の娘） - 木村明代
- 大貫佑輔（被害者） - 亜崎研二
- 仰樹枝里、江上真吾、小野了、金子之男、土居健守、金田幸也、佐久間まち子、太田馨子

第15話「ストーカーが自殺志願!? 逮捕状を待つ女」
- 片倉恭子（美容院 店長） - 平淑恵
- 片倉稔（恭子の弟） - 鼓太郎
- 佐伯めぐみ（省二の妻） - 磯春陽
- 佐伯省二（お好み焼き店店主） - 杉崎宏哉
- 山本緑、伊東千啓、石井亜貴子、篠原友紀、新堀友佳子、浜野麻美、今井勇、池内康祐、小林雅巳、畠中幸男、平野雄一、村岡保美、村岡ひなの

第16話「山手線を一周する女!? 結婚記念日の秘密」
- 金子春江（小野の中学同級生） - 立石凉子
- 金子雄二（春江の夫・自転車屋） - 石原辰己
- 小野節子（春江の中学同級生） - しみず霧子
- 川上卓也（モグリの医者） - 山口河童
- 岡野耕作、森谷美砂、柚原旬、権平華子、照屋実、住知三郎、村上肇、鈴木ゆかり、大藤浩一

第17話「5分間だけの新婚旅行!? 説教する女！」
- 村上典子（バスガイド） - 久本雅美
- 内山稔（明子の結婚相手・典子の叔父） - 西沢利明
- 村上明子（典子の母） - 松風はる美
- 中野聖子（被害者） - 大瀧由花詩
- 大矢兼臣、亜南博士、堀越富三郎、有安多佳子、小林貴樹、鈴木稚幸、吉田真紀、平井勝久、池本泰之、末吉聡美、金本保子、宮尻佳子、斎藤直子

第18話「無礼な女と自信のない女！謎の三角関係」
- 浅井江利子（とんかつ屋勤務） - 久野真紀子
- 志村薫（江利子の高校同級生） - 入江麻友子
- 浅井耕司（江利子の弟・大工） - 角田英介
- 上島辰夫（耕司の高校先輩） - 池田真司
- 神野幸彦（神野歯科医師） - 山田佳伸
- 吉中六、須藤為五郎、黒木尚典、小野修、石川剛、宮尻佳子、外川貴博、本多斉、内藤大樹、印南秀栄、遠藤加奈子、小林千紗、井上明日香、鈴木涼子、長岡利衣、猪原ひとみ、菊池富子

第19話「略奪愛!? 川辺課長を騙した女!」
- 西野初子（銭湯富士の湯の女将） - 中村美律子
- 真山知美（親会社藤和電気の出向） - 森みつえ
- 岩田（住込みボイラーマン） - 笠井一彦
- 西野武（3か月前急死） - 井上浩
- 名川貞郎、小池幸次、久木念、矢野泰子、麻ミナ、長岡忍、山崎猛、山田良隆、荒井麻里子、田中孝史、斉藤ゆき、佐藤清太郎、東映アカデミー

第20話「女巡査が犯人!? 水着を買う女！」
- 城山妙子 - 大坪日出代
- 大北直之 - 清水昭博
- 篠田深雪 - 坂田麻衣子
- 屋台の親父 - 細川智
- 篠田智美 - 大橋伸予
- 山際辰雄 - 水橋和夫
- 木下優子 - 土井雅世

第21話「親孝行殺人!? どケチな女！」
- 内田光代（ひったくり被害者） - 風見章子
- 久保幸二（窃盗の前科アリ） - 三波豊和
- 久保セツ（幸二の母） - 花原照子
- 須田つね子（光代と同じアパート） - 北川博子
- 嶺田則夫、松田章、太地琴恵、深谷隆、坂尾直子、奥山弥生、根岸大介、城平あやこ、小泉大佑、杉田真帆、河内恵理、真鍋卓也、東映アカデミー

第22話「蒸発した夫が殺人犯!? 10年待った女！」
- 青木民江 - 水木薫
- 青木良夫 - 山口真司
- 工藤哲弥 - 世古陽丸
- 杉義一、歌澤寅右衛門、小池榮、坂井寿美江、谷津勲、名取幸政、井上智之、丘野桃子、大森公民、亜南博士、広田正光、東映アカデミー、吉田警察犬訓練学校
- タロー - ブラウン

第23話「女教師の秘密!? 密室殺人の女！」
- 手嶋梢 - 根本りつ子
- 加藤理恵 - 元井須美子
- 宮田芳郎 - 山内としお
- 宮田芳久 - 田中丈資
- 三上透 - 鈴木隼人
- 加藤（院長） - 野村昇史
- 千種かおる、菅野達也、大谷麻衣子、神田時枝、芝村洋子、木戸久路、風間正広、宮崎豊、中村有希、増田怜奈、浅川礼奈、矢端名結、東映アカデミー
- 医療指導 - 石田喜代美

第24話「1分間だけの不倫!? 三度襲われた女！」
- 和田真知子 - いしのようこ
- 河田信也 - でんでん
- 木島道代 - 増子倭文江
- 木島敏弘 - 渡会良
- 岡田富子 - 阪上和子
- 岩波明美、片山陽平、治田敦、浅川和恵、大槻修治、中谷果夏、東映アカデミー

第25話「死体は整形していた!? 夫をほめる女」
- 内野陶子 - 杜けあき
- 大森愛子 - 斎藤林子
- 内野優二 - たかはし等
- 村山三郎 - 野上正義
- 永井ハル - 山本緑
- 相田尚子 - 酒井麻吏
- 松本 - 蔵内秀樹
- 松本睦子 - 曽川留三子
- KaNNa、辰馬伸、伊藤智之、外川貴博、中村敦子、沖田弘二、五十嵐ゆかり、水月けい、宮尻佳子、東映アカデミー

第26話「安浦刑事祭り太鼓を打つ！喪服の女」
- 倉嶌牧子 - 山口果林
- 大沢亜季 - 鹿取洋子
- 倉嶌誠一 - 辻つとむ
- 倉嶌はる - たうみあきこ
- 向井 - 伏見哲夫
- 穂高稔、町田幸夫、峰憲吾、山本哲也、ドン貫太郎、須長弘子、清水保子、早川亜希、石田哲也、松葉妙子、斉藤奈々、東映アカデミー
- 太鼓指導 - 日本太鼓道場

### 2000年スペシャル
「安浦刑事、韓国へ飛ぶ！釜山港へ帰る女・父と娘、遙かなる帰郷」
- 栗原梨花（福祉事務所勤務） - 中原果南
- 栗原孝雄（仏蘭西菓子処「シャボードゥバイユ」店主） - 林隆三
- 金文換（梨花の叔母） - 安奈淳
- 神谷高史（サークル企画社員） - 石橋保
- 申玉均（梨花の祖母） - 丹阿弥谷津子
- 永井勝也（サークル企画社長） - 山路和弘
- 永井茜（サークル企画専務） - 一柳みる
- 村島佐知代（サークル企画コンパニオン） - 細川ふみえ
- 三宅礼子（サークル企画事務） - 一色彩子（現・一色采子）
- 高沢悦子（ひさご不動産事務員） - 清水よし子

### 第13シリーズ（2000年）
第1話「長崎平戸、オランダ橋の女！夫を尾行する妻の秘密…迷走する家族!?」
- 大浦典子 - 酒井和歌子
- 大浦武雄 - 前田吟
- 大浦房子 - 南美江
- 大浦泉 - 中森友香
- 大浦純 - 安藤一平
- 半沢勇治 - 冨家規政
- 村上圭一 - 馬場裕朗
- めぐみ - 浜野裕子
- 果歩 - 元井須美子
- 千春 - 芝村洋子
- 町田真一、須部浩美、高橋義則、益田てつ、高月忠、酒井万里子、金井節、石田哲也、松相敏夫、藤田うらら、中村英明、山見智保子、東映アカデミー
- 方言指導 - 日野原君映
- 水島憲司 - 石立鉄男

第2話「未練のラーメン!? 別れた妻へのプロポーズ」
- 杉田正三（金石運送勤務） - 左とん平
- 清水加寿子（屋台ラーメン経営） - 水木薫
- 清水かおる（加寿子の娘） - 神津千恵
- 金石（金石運送社長） - 松田史朗
- 反田孝幸、川崎一馬、中谷一馬、三田哲夫、加勢和也、浅野富士子、宇佐美多恵子、松葉妙子、三浦二郎、木戸大輔、加東岳史、荒井瞳、塩味薫、松下貴大、東映アカデミー

第3話「妊娠3ヶ月の投身自殺!? 神田川を唄う女」
- 三島千恵（弁当屋看板娘） - 藤谷美紀
- 時本雄二（千恵の同棲相手） - 寺杣昌紀
- 桂木裕美子（画商） - 入江麻友子
- 篠田二郎（弁当屋店長） - 松田章
- 加藤孝雄（医者） - 宇納佑
- 鈴木幸枝、宮尻佳子、鳥山尚子、熊倉米子、宮下富美子、東映アカデミー

第4話「うなぎの味は親子の絆!? 婚約者を売った女」
- 水元悠里子（うなぎ屋店員） - 久野真紀子
- 森山泰子（うなぎ屋常連客） - 谷口香
- 小笠原孝之（うなぎ屋店主） - 筒井巧
- 前田秀一（運送会社勤務） - 志賀圭二郎
- 治田敦、岡本美登、内田修司、田村学、東映アカデミー

第5話「8年間騙された妻!? 秘密のラストダンス」
- 松田吾郎（クリーニング店・松屋商会店主） - 花紀京
- メリー内田（ストリッパー、本名：内田仁美） - 葉月螢
- 松田通代（先代の妻） - 藤田三保子
- 中山俊夫（定時制の高校の先生） - 伊藤聡
- クリーニング 太陽チェーン三軒茶屋店 店員 - 吉満涼太
- 森厚太、田村泰二郎、蔵内秀樹、荒井麻里子、西宮充記、的場ルイ、柿沼ゆう子、水上彩、青木亜美、伊藤こむぎ、東映アカデミー

第6話「夫婦で偽証!? 行列のできるギョーザ屋!」
- 三好真紀（敬太の妻） - 小林幸子
- 三好敬太（ギョーザ専門店「餃子家族」店主） - 山口真司
- 尾関祐介（「街のグルメ」記者） - 石原辰己
- 北山徹（とんかつ とん亭店主） - 丸岡奨詞
- 金井五郎（カメラマン） - 松木秀樹
- 三好渉（真紀の連れ子） - 秋葉譲
- 中川彰、今野ひろみ、菅村功、彌吉健生、中村章一、北原実、南みか、藤田浩史、塩崎沙織、恒吉美紀、奈良久美子、大場俊輔、東映アカデミー

第7話「安浦刑事が目撃者！死体が歩いた!?」
- 中西秀雄（中西鋳造所 経営） - 矢野宣
- 小池（アパートの大家） - 関時男
- 中西一紘（国立大学4年生） - 藤田哲也
- 熊谷亨（牛乳配達の青年） - 池田将之
- 斉藤亘胤、たうみあきこ、別府康子、木田有香、川口康夫、白坂久美、仮屋ルリ子、亜南博士、山本緑、須賀良、八百原寿子、真鍋卓也、増田けん、中嶋寿春、高木重吉、東映アカデミー
- ベーゴマ指導 - 鈴木三郎

第8話「安浦刑事が漫才師に!? 泣き笑いの女！」
- 倉持珠子（漫才師・実演販売アルバイト） - 俵山栄子
- 倉持織江（珠子の母） - 塩屋洋子
- 川口チカ（珠子の漫才の相方、実演販売アルバイト） - ペコちゃん
- 林（ヘルス「ときめき女子寮」店長） - 岩田丸
- 須藤（門田組組員） - 新冨重夫
- 沢木（門田組元組員） - 濱近高徳
- 甲斐道夫、小池幸次、山本優、森恵子、斎藤洋子、野間清史、宮尻佳子、角田明彦、牛田裕也、河瀬奈津弥、東映アカデミー

第9話「匿名電話の女！足音がアリバイ!?」
- 松野恵子（ハートランド店員） - 佐藤友紀
- 川原洋子（西沢の同棲相手） - 愛川裕子
- 河田哲夫（惠子の隣の部屋） - まいど豊
- 西沢良二（三洋リース社員）- 金井良信
- 居酒屋「広重」店員 - 阿南敦子
- 長慶子、花悠子、保坂慶司、秦祐一、鎌田功、東映アカデミー

第10話「襲われた女子大生！殴られ屋が殺人犯!?」
- 寺田昭造 - 梅野泰靖
- 寺田大地 - 草野康太
- 宮原聡子 - 吉本選江
- 宮原香織 - 大谷麻衣子
- 寺田敦子 - 仙北谷和子
- 鈴木泰明、木下順介、入江巨樹、伊達みず恵、堀寛子、東映アカデミー

第11話「善意が生んだ殺意!? 急行電車を停めた男!」
- 水沢美枝 - 一色采子
- 谷村健介 - 角田英介
- 井沢義雄 - 佐野和敏
- 水沢二郎 - 浜博文

第12話「学級崩壊殺人!? 里見刑事の息子が犯人?」
- 佐々木邦江 - 三浦リカ
- 教頭 - 坂西良太
- 秋山幸世 - 神道寺こしお
- 校長 - 小野田巧
- 林 - 小井塚登
- 須長千重、桐山ゆみ、一本気伸吾、箱木宏美、川倉慶三、松尾晶代、持丸雅樹、渡辺宏行、近藤優、清水裕輝、岩城貴、服部恵美子、小川はるみ、徳江明子、北原俊哉、吉川均、祖父江裕介、上森寛之、竹沢正希、池野舞、濱里彩、清野美徳、東映アカデミー

第13話「」

第14話「花に殺意を!? 嫉妬する女！」
- 大友映子（美容師） - 杜けあき
- 岸本真由美（加代子の華道の恩師） - 弓恵子
- 大友啓吾（バーバーあすなろ従業員） - 鈴木一功
- 内田加代子（生け花教室経営） - 石村昌子
- 中村敦子、丸山三佳、石井亜貴子、姫小松まろ、齋藤まち、椎橋理恵、久保田真紀、真坂吏子、坂田美穂、宮尻佳子、東映アカデミー
- いけばな指導 - 古流松藤会 萩野谷理道

第15話「安浦刑事が女になった!? 母と娘の秘密」
- 畠山文江 - 坂口良子
- 君子 - 清水アキラ
- 玲奈 - 大島信一
- 梅田治巳 - 山内としお
- 畠山梓 - 坂田麻衣子
- 尾崎修一 - 小林功
- 梅田凡和、森富士夫、増岡優、鈴木実、亜南博士、鈴木晴賀、並木久枝、石田哲也、須藤為五郎、黒木尚典、東映アカデミー

第16話「バス停を盗んだ女！500メートルの愛!?」
- 滝沢友美（日武商事株式会社OL） - 若林しほ
- 飯村良介（日武商事営業3課） - 伊藤洋三郎
- 篠田雄二（喫茶店「花梨」元アルバイト） - 三上大和
- 望月圭子（喫茶店「花梨」主人） - 野平ゆき
- 佐竹美砂（日武商事株式会社OL） - 大島朱美
- 安井さやか（日武商事株式会社OL） - 江口尚
- 亜南博士、沖隆二郎、明日香まゆ美、戸張智春、小野日路美、山口千春、東映アカデミー

第17話「ニセ安浦刑事が殺人!? 横恋慕された女!」
- 谷村克己（詐欺3犯・3か月前出所） - 中本賢
- 笹川フミ子（幸造の妻） - 一柳みる
- 笹川幸造（古本屋店主） - でんでん
- 木暮恭子（辰夫の妻） - 小金沢篤子
- 木暮辰夫（生命会社営業課長） - 山田良隆
- 木暮薫（木暮夫妻の娘） - 奥谷三佐子
- 冬雁子、風間正広、高橋奈弓、田井清之、法福法彦、中村優花、石塚大樹、甲田研人、立川拳人、東映アカデミー
- マリ（フミ子の飼い猫） - アトリエミカミ

第18話「代行殺人!? 覗かれた女」
- 池田容子 - 吉野公佳
- 木村達也 - 伊藤孝雄
- 妙子 - 渚まゆみ
- 景山 - 外村謙介
- 岡本 - 市川勉
- 山本勝、戸谷友、斉藤智美、猪又武春、山田耕碩、佐藤彩香、仙石一仁、福原ゆき、東映アカデミー

第19話「夫がチカン!?噂を流された女」

第20話「殺人アリバイの謎！面会を拒んだ女」
- 沢田涼子 - 立河宜子
- 志村良二 - 萩野崇
- 宍戸奈津子 - 桑野和美
- 荒井麻里子、内田修司、福田達也、室谷真由美、東映アカデミー

第21話「真夜中の連続殺人!頭に来る女!?」
- 森本千佳 - 石野真子
- 森本麻衣 - 藤村ちか
- 布施真二 - 中根徹
- 春日康夫 - 田嶋基吉
- 布施薫 - 河野しずか
- 唐沢民賢、髙木順巨、松乃薫、須藤為五郎、小山貴士、竹嶋康成、菊池隆志、垂澤和成、柿木理紗、東映アカデミー

第22話「笑う死体!? 愛を二度横取りされた女！」
- 野中敦子 - 岡まゆみ
- 野中和江 - 阪上和子
- 岩田真紀 - 眞山典子
- 篠原良一 - 柚原旬
- 岡崎宏、木原みずえ、田村学、宮尻佳子、東映アカデミー

第23話「少年が見た母の犯罪!? 駄菓子屋の女」
- 国枝慶子 - 藤田朋子
- 小森鈴代 - 披岸喜美子
- 古谷良雄 - 小野了
- 国枝翔 - 真鍋卓也
- 小林美江、矢野泰子、山崎裕子、石井英明、荒木誠、猪膝武士、江口依子、矢端吏結、和田卓也、東映アカデミー

第24話「ずぶ濡れの女!? 遅すぎた再会!」
- 広瀬千春 - 田川寿美
- 大谷慎司 - 鼓太郎
- 柿沼宏 - 坂口進也
- 金子裕子 - 元井須美子
- 金子 - 加門良
- 田代恵子 - 大和なでしこ
- 青柳文太郎、寺尾繁輝、円谷文彦、井上浩、尾井浩安、浜田道彦、深山義夫、しのへけい子、木下順介、田村順子、横山泉、金子秋穂、武仲梨花、伊藤彩夏、東映アカデミー

第25話「津軽海峡､さいはての母！息子は殺人犯!? 東京-青森-龍飛岬､犬だけが真実を知っていた…」
- 白井芳美（正三の娘） - 久野綾希子
- サダ（飲み屋サダチャン店主） - 正司照枝
- とよ（龍飛の住人・ハツエの近所の家の住人） - 石井トミコ
- 白井哲雄（郵便局勤め・芳美の夫） - 井上高志
- 湯浅正三（ハツエの父の同僚） - 外山高士
- 夏川加奈子、杉田浩子、小柳友貴美、小林敬、伊藤初雄、速見領、石田哲也、岩崎聡子、浜松弘太、宮尻佳子、大佳央、森実昭子
- 小山悟（正文の幼馴染・東京の寿司屋勤め） - 井前和樹
- 白井正文（悟の幼馴染・蟹田病院入院患者） - 加藤史典
- 内山典子（山手中央警察署センター通り二丁目交番婦警） - 鷹城佳世
- 米倉雅人（青森県の弁護士） - 水谷誠伺
- 藤村（池袋のアパートの大家） - 菅野達也
- 本橋卓朗、平野良、高田瑞紀、田村学、木村晋也、浜浦麗菜、伊藤良和、高橋誠一郎、菊池謙介、宮下富美子、本目優真、山田実里、塩味薫、杣谷茂子、杉江美幸、工藤容子、鶴田東、東映アカデミー
- チビ - 吉田警察犬訓練学校
- 小山ハツエ（飲み屋住み込み店員） - いしだあゆみ

### 2001年スペシャル
「飛騨高山、白川郷に消えた女!安浦刑事が誤認逮捕で辞職の危機!?夫婦の絆を断ち切る巨大な殺意の罠!」
- 水原新平（実演販売士） - 吉幾三
- 水原千夏（新平と前妻との娘） - 山田まりや
- 倉田昭二（城西大学病院外科部長） - 潮哲也
- 工藤信也（久美子の夫） - 鈴木正幸
- 望月恒夫（街金業者・順子の夫） - 河西健司
- 望月順子（元看護婦・ホステス） - 朝加真由美
- 寺尾繁輝、山村賢、中村潤、国渕秀幸、宮崎豊、山本優、八百原寿子、只野進ノ介、小林敬、島ひろ子、佐久間まち子、山田順子
- 石橋道代（定食屋の店員） - 山口京子
- 岩佐二郎（医者） - 児玉謙次
- 立花健治（検事） - 筒井巧
- 工藤久美子（元看護婦） - 舟木幸
- 勝見淳一（外科医・倉田の部下） - 藤岡大樹
- 松山尚子、山本直輝、清水望帆、合田昌未、静恵子、鈴木伸幸、野間清史、佐名木一實、茂田奈穂美、高橋広樹、小谷欣也、大塚麻恵、相川美樹子、東映アカデミー
- 水原雪江（出所者・新平の妻） - 山本陽子

### 第14シリーズ（2001年）
第1話「安浦刑事を愛した女 東京～倉敷～瀬戸内、空白の28年・・・危険な再会!」
- 小倉好子（民芸喫茶「くら」店主） - 白木万理
- 西本幸子（恵比寿のバー｢すずらん｣のママ） - 一柳みる
- 間秀夫（もんじゃ店店主） - 三波豊和
- 山田勝（宝石商ヤマダジュエル） - 冨家規政
- 間弥生（秀夫の娘） - 清水真実
- 樋口佳枝（ヤマダジュエル社員） - 日向明子
- 飯田正弘（宝石商） - 関時男
- 萩原（目撃者） - 藤木孝
- 玉木義男（ホテルLYNX社員） - 朝倉伸二
- 水上陽子（山田の婚約者） - 望月ゆかり
- 間博子（秀夫の後妻） - 桑田和美
- 芝村洋子、須部浩美、宮崎豊、大谷麻衣子、小林功、太田佳伸、久保田真紀、茂呂真紀子、宮尻佳子、大門公人、斎藤恵輝、横谷友紀子、佐名木一實、妹尾明男、戸田玲子、中奥あみ、大塚久美子、斉藤純子、押坂裕子、東映アカデミー
- 佐々木（住職） - 新克利
- 竹内久子（民芸喫茶「くら」店員・安浦の知り合い） - 池上季実子

第2話「安浦刑事が魚屋に婿入り!?匂いを嗅ぐ女」
- 山川海（山川鮮魚店店主） - 岡本夏生
- 三島千津（前島美容室勤務・出張美容師） - 木瓜みらい
- 井上牧子（主婦） - 野平ゆき
- 友成（海の元夫） - 五森大輔
- 木之内（弁護士） - 遠藤たつお
- 佐々木英和（魚卸業者） - 池田勝志
- 伊藤優樹、細川ひさよ、荒井麻里子、松田真知子、加勢和也、宮尻佳子、小寺あゆみ、加東岳史、宮本亜子、東映アカデミー

第3話「密室に風船100個の愛!?幸せを探す女」
- 松野千鶴（哲夫の同僚） - 小林綾子
- 水沢繁行（哲夫の同僚） - 吉岡太
- 津山哲夫（服飾メーカー・アルファーの営業マン） - 大城英司
- 君島加奈子（津山の近所） - 小柳友貴美
- 清澤雅美、村上咲子、山崎裕子、広崎直美、五十嵐百香、東映アカデミー

第4話「IT殺人!?インターネット犯罪に挑戦した安浦刑事」
- 影山直美（勇次の娘・焼津がんこらーめん店員） - 一色彩子
- 高橋勇次（直美の父・病院雑務） - 織本順吉
- 吉本勉（詐欺の常習犯） - 児玉貴志
- 岩佐敦志（病院事務） - 吉満涼太
- 朝倉香織（敦志の同僚） - 姫小松まろ
- 影山博（直美の夫・ホテルアンビア松風閣板前） - 濱近高徳
- 久松孝生（電器屋） - 森厚太
- 田村三郎、益田てつ、広田正光、椎名久美子、宮崎真理子、関口信彦、橋本佳代、福本貴之、塩味薫、宮尻佳子、東映アカデミー

第5話「署長の秘密!?一度死んだ女」
- 小峰倫子（「わかば介護サービス」ヘルパー） - 三浦リカ
- 小峰瞳（倫子の娘） - 大村彩子
- 西村俊明（アパートの管理人) - 丸岡奨詞
- 高田瑞紀、曽川留三子、藤代三千代、遠藤哲司、木下順介、山本緑、境賢一、好井ひとみ、白川竣、金澤祐香利、佐野日名子、東映アカデミー

第6話「襲われた刑事!高級マンションを買う女」
- 臼井かおり（「マミー薬局」店員） - 若林しほ
- 北村誠二（金属バットの男） - 蟹江一平
- 高野昇（広告代理店「アイワ企画」社員） - 工藤俊作
- 網野あきら、井鍋信治、大久保運、古都雅浩、鈴木美帆、加藤裕稔、東映アカデミー

第7話「妻が見た三角関係の秘密!拾われた女!?」
- 広沢千鶴子（路上詩集売り） - 友里千賀子
- 広沢修一（千鶴子の夫・「テーオー食品」課長） - 山口眞司
- 北野留美（「テーオー食品」社員） - 東風平千香
- 中村哲也（「テーオー食品」営業部長） - 渡辺寛二
- 広沢しのぶ（千鶴子の娘） - 戸田比呂子
- 主婦（目撃者） - 夏川加奈子
- 東映アカデミー

第8話「同窓会の夜の不倫!?靴を買い換えない女」
- 津川恵子（友和の元同棲相手）- 有森也実
- 長峰友和（佐知子の夫） - 赤羽秀之
- 長峰佐知子（ブティックオーナー） - 春日季欧依
- 倉田浩之（納入業者「LEAF-MODE CORPORATION」） - 伊藤智之
- 江島弓子（恵子の同級生） - 舟木幸
- 富岡真二（恵子の恋人） - 小林正寛
- 荒木優騎、日向宏之、松尾晶代、伊藤和子、川岸直美、山田卓司、田中君枝、村澤勝治、東映アカデミー

第9話「オマケの男を愛した女!犯人は有名人!?」
- 長谷川誠（お笑いコンビ「ノックアウト」マコちゃん） - 徳井優
- 和泉寛（お笑いコンビ「ノックアウト」カンちゃん） - 肥後克広（ダチョウ倶楽部）
- 長谷川佳予子（「長谷部鍼灸院」受付） - 元井須美子
- 谷口健三（株式会社「美浜亭グループ」社長） - 伊藤初雄
- 桜井美那子（「クラブカトレア」のママ） - 槇由紀子
- 小倉典之（お笑いコンビ「ノックアウト」マネージャー） - 重松収
- マンション「アクアマリン希望ヶ丘」管理人 - 小柳友貴美
- 伊達あおい、石渡幸児、菅野達也、岡崎宏、児玉多恵子、加田斎、松澤仁晶、伊藤順、久保田芳之、河野大輔、服部健児、佐名木一實、木村方則、岡田孝之、浅川和恵、加藤史典、斉藤大貴、作道大地、東映アカデミー

第10話「女たちの戦い!殺意のガーデニング」
- 吉田たい子（Garden Design School「緑彩工房」生徒） - 姿晴香
- 津村すみ江（Garden Design School「緑彩工房」生徒） - 松井紀美江
- 岸田俊也（Garden Design School「緑彩工房」生徒） - 石田登星
- 宮下留美（Garden Design School「緑彩工房」生徒） - 神道寺こしお
- 木村恵子（Garden Design School「緑彩工房」生徒） - 松田典子
- 松川三夏、藤原義大、寺田幸生、東映アカデミー
- ガーデニング指導 - 神田隆

第11話「高級ブランドの女!夫は小遣い250円!?」
- 安西みどり（裕介の妻） - 春風ひとみ
- 安西裕介（元銀行員） - 中西良太
- 新山紀子（久夫の娘） - 伊藤つかさ
- 新山久夫（入院患者） - 小杉勇二
- 久保田悟（紀子の元恋人） - 出光秀一郎
- 明日香まゆ美、箱木宏美、佐久間まち子、木下順介、豊福舞、上村りんこ、高畠優菜、東映アカデミー

第12話「苦情処理係が殺人!?ロボット犬を飼う女」
- 渡辺美和（「スーパーイズミヤ」総務部お客様係） - 川上麻衣子
- 村上典子（苦情マニア） - 重田千穂子
- 中野文宏（美和の元夫） - 内田潤一郎
- 黒川五郎（「プライマルジュエリー」支店長） - 児玉頼信
- 松田章、藤井敏夫、広田正光、新城彰、真山章志、河野裕一郎、石田法嗣、宮尻佳子、東映アカデミー

第13話「山手中央署に新メンバー登場!移動する血痕の謎!?」
- 中津ゆり子（化粧品の訪問販売） - 北原佐和子
- 宮城時雄（雑居ビルのオーナー） - 井上高志
- 宮城澄子（時雄の妻）  千島楊子
- 中津志雫子（ゆり子の義母） - 溝口順子
- 田村加代（ゆりこと高校の同級生） - 三島せつこ
- 東映アカデミー

第14話「美人は得?キレイになりたい女の逆襲!?」
- 松井良子（安浦とバスで出会った女性） - 片桐はいり
- 大和田宏（新宿不動産会社社長） - 鈴木一功
- 大和田信江（宏の妻） - 愛川裕子
- 甲州の女将 - 松風はる美
- 甲州の主人 - 青柳文太郎
- 小林一永、右田昌万、曽田邦之、斉藤まち、石見直樹、明石きぶし、田尻稔、漆山健太郎、東映アカデミー

第15話「東京タワーで待つ女」
- 上原真紀（つくば 旅行代理店「フラワートラベル」社員） - 久野真紀子
- 北野良介（「つくば 宇宙開発工学研究所」研究員） - 寺杣昌紀
- 桑田伸二（傷害の前歴あり） - 南條豊
- 江島信江（「ドラッグJP」社長） - 松田真知子
- 後藤一郎（「ドラッグJP」中目黒店 店員） - 児玉貴志
- 三浦友也（つくば 旅行代理店「フラワートラベル」社員） - 本郷弦
- 上原園子（真紀の母） - たうみあきこ
- 及川恵理子、藤岡亮子、宮尻佳子、清水優季、長谷川成義、片岡涼、大塚秀信、東映アカデミー

第16話「恩返し殺人!?570回の嫌がらせ!」
- 渡辺眞子（主婦） - 平淑恵
- 遠山和久（竿竹屋） - 梅野泰靖
- 崎山香（クレーマー） - 福井裕子
- 前田（竿竹卸会社跡取り社長） - 草野裕
- 木村道子（遠山の娘） - 椿花音
- 崎山辰夫（香の夫） - 岸本功
- 三田正子（近所の主婦） - 服部妙子
- 荒井麻里子、西尾真理、榎本由希、高間智子、安良岡俊一、妃宮玲子、今井明奈、池野舞、内野雅央、三谷早苗、東映アカデミー

第17話「最後の家族旅行!?光る泥ダンゴの秘密」
- 清水早苗（コモディイイダ経理・パート） - 杉田かおる
- 清水直人（早苗の夫） - 丹波義隆
- 杉村佳代（コモディイイダ経理・従業員） - 須部浩美
- 鎌田靖彦（コモディイイダ店長） - 武野功男
- 清水隼人（清水夫妻の息子） - 池田恭祐
- 茉莉ちやこ、原田真純、山田良隆、沢地優佳、祖父江裕介、峯武、中野雅文、東映アカデミー

第18話「他人の家で寝る女」
- 小田良子（毎朝新聞 上原専売所住み込み） - 一柳みる
- 小田清次（小田印刷元社長） - 江藤潤
- 福田富夫（被害者宅の住人） - 常泉忠通
- 福田道代（富夫の妻） - 野口ふみえ
- 内藤安彦、町田幸夫、山本亜希子、ただのいっこ、モリナガシンイチ、泉福之助、住若博之、二村幸雅、東映アカデミー

第19話「ひまわりが見た母の殺意!無銭飲食の女」
- 秋本奈緒美
- 嶋崎伸夫
- 塩屋洋子
- 鼓太郎
- 阿部光子
- 高木李湖

第20話「ぬれぎぬ殺人!ついてない男と女!?」
- 篠原久美（スーパーマルフジ 店員） - 水木薫
- 内村勇作（興洋建設 作業員）- そのまんま東
- 津島裕二（興洋建設 作業員） - 増島愛浩
- 清水二郎（興洋建設 現場監督） - 野上正義
- 桐山浩一、青山りえ、市川勉、宇納佑、宮尻佳子、今川誠、四條たか子、東映アカデミー

第21話「愛の殺意!安浦刑事にすがる女!?」
- 蓮見紀子 - 高橋ひとみ
- 川村恭子 - 上原真希子
- 武石信也 - 加門良
- 戸田敦 - 加藤雄二
- 小川恭子、黄木早苗、森下晴夫、東映アカデミー

第22話「友情殺人!?結婚式をドタキャンした女」
- 岡崎直子（輸入商社勤務） - 渡辺典子
- 新藤真也（直子の仕事仲間） - 筒井巧
- 富岡伸二（被害者） - 山内としお
- 佐久間裕一（窃盗の前科） - 山本龍二
- 河田信江（佐久間の彼女） - 入江麻友子
- 新藤弓子（直也の元妻・病死） - 松原ひろの
- 松田朗、杉原知余美、鎌田功、宮尻佳子、太田周作、久保亜紀子、中西台次、東映アカデミー

第23話「28色の声で笑う女!?30分だけの親子団欒」
- 松永美佐子（笑い屋・伸夫の後妻） - 清水由貴子
- 松永伸夫（タイ焼き屋） - 市川勇
- 松永香織（伸夫の娘） - 笹峰愛
- 山下正之（被害者の夫） - 伊藤昌一
- 山下玲子（被害者） - 川島美津子
- 多田満（カトレアダンスの先生） - 阿部裕
- 山下圭（正之の息子） - 後藤忠幸
- 麻ミナ、藤田典子、大杉龍也、ブラックパイナーSOS、石田哲也、亀井彰夫、賀屋直子、宮崎真理子、田中功、五十嵐さゆり、宮尻佳子、今村卓博、東映アカデミー

第24話「立待岬に消えた女!東京-函館-奥尻島 死んだ母は生きていた!?」
- 森谷弥生 - 大島さと子
- 村田五朗 - 坂上二郎
- 森谷明彦 - 梨本謙次郎
- 袴田深雪 - 有沢妃呂子
- 棚瀬和彦 - 前田淳
- 松浦靖国 - 大島信一
- 森谷亜希 - 佐藤多恵子
- 仲野文梧、山口京子、高橋義則、宮崎豊、山本優、鈴木実、臼間香世、千田孝康、杉山夕、麻田枝里、立風和志、小田嶋静子、上森寛元、内田由衣、小竹勝大、間野美生子、桑原奈月、木村安男、東映アカデミー
- 柿沼千鶴 - 有馬稲子

### 第15シリーズ（2002年）
第1話「伊勢志摩、真珠の海に消えたふたりの女 瞼の母は殺人犯!?」
- 内藤純子 - 杉田かおる
- 栗原真理子 - 三浦リカ
- 刑事課長 - 新克利
- 地主 - 奥村公延
- 磯貝直樹 - 石田登星
- 園長 - 服部妙子
- 飯島久美子 - 大友七菜
- 内藤拓海 - 松原飛郎（子役）
- 純子の男 - 山内としお
- 占い師 - 丸岡奨詞
- 広瀬和代 - 宇津宮雅代
- 芳野章吾 - 佐藤アツヒロ
- 田本淑子 - 水谷八重子

第2話「身代金2000万円と父が消えた!?安浦刑事を馬鹿野郎と呼んだ女」
- 田倉信治（徳山の友達） - あおい輝彦
- 田倉麻美（信治の妻） - 左時枝
- 徳山和樹（徳山不動産社長） - 市川勉
- 徳山茜（和樹の妻） - 和泉ちぬ
- 棚橋真也（美和の恋人） - 川崎一馬
- 徳山美和（和樹の娘） - 麻生真友子
- 河原敬吾（レストラン店長） - 小野寺弘之
- 阿部千美、松永一哉、中西絵里香、佐藤和世、吉田秀太朗、葛西昌子、斎藤恵輝、東映アカデミー

第3話「殺人現場から消えた女 安浦刑事、弁当屋になる!?」
- 三上悟（工事現場監督） - 中野英雄
- 遠山正美（弁当店ひだまり・オーナー） - 小林綾子
- 寺田のり子（室田の部下） - 丸山秀美
- 君塚浩三（君塚工務店社長） - 松田章
- 室田伸二（商事会社社長） - 山口眞司
- 麻ミナ、長谷川成義、TOSHI、東映アカデミー

第4話「まだ見ぬ娘に捧げる子守唄 引き裂かれた家族写真!」
- 坂井香奈子（もんじゃ焼き店店主） - 大島さと子
- 池田コウ（稔の娘） - 中村真由美
- タクミ（もんじゃ焼き店アルバイト） - 大橋祐太朗
- ケイ（もんじゃ焼き店アルバイト） - 韓由美
- すぐる（もんじゃ焼き店アルバイト） - 田中稔久
- 池田稔（商社勤務） - 山田良隆
- 貴紫いち子、中村直樹、山田良隆、井鍋信治、吉宮君子、藤岡亮子、あすか、加藤白裕、増田有宏、篠塚愛、近藤愛、松野純、中野雅文、白川峻、東映アカデミー

第5話「息子が痴漢!?親バカ殺人事件」
- 片島直輝（山手町町内会会長） - 堀内孝雄
- 片島美樹子（直輝の妻） - 土屋美穂子
- 片島大貴（直輝の息子） - 石井揮之
- 内山雅美（被害者） - 浅川稚広
- 村野孝夫（クリーニング屋店長） - 武野功雄
- 新海裕司（とんかつ屋従業員） - 鈴木浩介
- 真野しきみ、田井清之、宮尻佳子、松本加寿子、鈴木信明、東映アカデミー

第6話「癒し殺人!?観覧車に揺れる女」
- 小野葉子（花丘園芸チェーン店長） - 根本りつ子
- 小野里子（葉子の母） - 今井和子
- 花丘三郎（花丘園芸チェーン社長） - 石山律雄
- 原田明美（花丘園芸チェーン社長秘書） - 須部浩美
- 横田健二（花丘園芸チェーン社員） - 影丸茂樹
- 裕己りえ、片山昌三、山口隆、神谷秀澄、大西耕治、鈴木想生、近藤勝己、竹内友佳子、川添浩文、藤木聖子、岩淵仁美、東映アカデミー
- 三味線指導 - 内藤政次郎

第7話「初恋の人が殺人犯!?女が化粧を落とす時」
- 津島礼子（スナックのママ） - 筒井真理子
- 富岡孝史（ドラッグストア経営） - 松田敏幸
- 遠藤クミ（ホステス） - 元井須美子
- 寺崎裕一（寺崎商事社長） - 谷村好一
- 市瀬理都子、大貫とも子、佐幸明実、市川灯絵、井口徹、田川真弓、東映アカデミー
- 医療指導 - 石田喜代美

第8話「1円玉強盗!?宅配便で送られた妻!」
- 蒲田清一（行雄の父） - 左とん平
- 内海正造（清一と同じアパート） - 滝田裕介
- 蒲田行雄（長距離トラック運転手） - 李鐘浩
- 蒲田宏子（行雄の妻） - 藤井美加子
- 小池（郵便局勤務） - 中野文梧
- 内海信雄（正造の息子） - 岡本裕輝
- 須賀良、戸沼明子、加島祥全、星裕、広田正光、緒方康子、浅野典子、一戸光治、土田彩綺、篠崎礼奈、東映アカデミー

第9話「ラーメンが暴いた真犯人!目撃者は見なかった!?」
- 丸山茂雄（ラーメン屋店主） - 峰岸徹
- 寺田美保（デザイン学校の生徒） - 東風平千香
- 丸山紀子（茂雄の妻） - 曽川留三子
- 田宮吾郎（元居酒屋経営） - 中根徹
- 赤間浩一、石川剛、松沢有紗、岩木将治、早乙女修一、石羽澤竹男、和田仲三郎、木村準、国師誠、東映アカデミー

第10話「刑務所に入りたい女!?赤い口紅の殺意」
- 重森澄子（詐欺・窃盗の前科あり） - 白木万理
- 野口涼子（笹塚商業高校副担任） - 宮沢美保
- 坪井香織（国立病院栄養士） - 佐藤智美
- 内山啓子（炊事同僚） - 丘みどり
- バーのママ - 野口ふみえ
- 園長 - 塩屋洋子
- 重森孝雄（四方製作所工員） - 菅野達也
- 日向勉、児玉謙次、桐山浩一、杉井志穂、最上幸穂、河田義一、太田千晶、斉藤亜希子、宮尻佳子、松本康、飯島千晴、香取広美、東映アカデミー

第11話「衝動殺人!ラブホテルで強請られた母!?」
- 荻野幸子（ラブホテル受付） - 藤田朋子
- 石塚耕平（上馬小学校5年3組） - 高井裕基
- 樋浦智樹（上馬小学校5年3組） - 沼田和紘
- 樋浦功（智樹の父） - 加藤満
- 石塚幹男（耕平の父） - 村木勲
- 飯田潤子（スナック勤め） - あらいすみれ
- 飯田康一（潤子の夫） - 宇納侑玖
- 早川真弓（出張美人妻ミセスクラブ） - 沢地優佳
- 細川ひさよ、藤枝由似、佐藤満里奈、町田幸夫、辻千春、中西台次、東映アカデミー

第12話「盗聴された女の秘密!?復讐される家族!」
- 八木孝夫（個人で金貸し業） - 綿引勝彦
- 八木初音（孝夫の妻） - 高畑淳子
- 八木紘子（看護婦） - 春木みさよ
- 寒河江克也（孝夫の息子） - 武智健二
- 宮本冬子（美容師） - 豊川栄順
- 黒川孝則（焼き鳥屋） - 江良潤
- 牧トオル、武井信雄、齋藤真吾、藤田麻衣子、宇佐美多恵子、重村佳史、鈴木信明、長谷川蓮、川名渉太郎、東映アカデミー

第13話「死を呼ぶ恋人ごっこ!川辺課長が殺人!?」
- 菊池久子（八百菊店主） - 石野眞子
- 菊池健吾（川辺と飲んだ客） - 三波豊和
- 菊池充（久子の息子） - 三浦春馬
- 三村洋子（被害者の妻） - 月見恭子
- 斉藤紀美子（第一発見者） - 酒井万里子

第14話「嫉妬殺人!?40才違いの恋人の秘密」
- 松田郁夫（クミのメール友達） - 寺田農
- 遠藤クミ（菅原の恋人） - 畑中映里佳
- 菅原正弘（居酒屋勤務） - 佐野崇
- 塚本智也（菅原と同居） - 水野純一
- 小野美保（スナックママ） - 眞山典子
- 麻田枝里、竹内靖司、横溝貴之、佐藤俊吾、廣田熱子、井道学、東映アカデミー

第15話「不法侵入殺人!人妻の不倫がｱﾘﾊﾞｲ!?」
- 間山裕一（佐久間工作所元社員） - 江藤潤
- 間山智子（花屋勤務） - 芦川よしみ
- 津川誠（ホスト仲間） - 小林正寛
- 桂木久美子（大輔の妻） - 松原ひろの
- 桂木大輔（ブティックスワン） - 望月栄希
- 田宮良介（ホストクラブ愛の店長） - 原元太仁
- 間山裕也（智子の息子） - 新穂健太郎
- 間山智也（裕也の弟） - 濱川歩
- 杉義一、有安多佳子、河田啓悟、原ひとみ、柴田明良、庄司哲郎、東映アカデミー

第16話「殺意のウェディングドレス!移動美容室の女」
- 坂井智佳子（移動美容室るんるん店主） - 水木薫
- 坂井勝雄（智佳子の夫） - 丹波義隆
- 藤野満子（小料理屋･藤膳店主） - 日向明子
- 八田治朗（スカウトマン） - 世古陽丸
- 藤野めぐみ（満子の娘） - 鳥井綾乃
- 福島勝美、ただのいっこ、前田悟嗣、田代和子、工藤博、宮尻佳子、続木博子、東映アカデミー

第17話「お子様ランチ殺人事件！？高齢出産の女」
- 曽根玉枝（家政婦） - 一柳みる
- 曽根雄太郎（玉枝の夫） - ベンガル
- 藤村今日子（ルメール渋谷店店長） - 松川三夏
- 宮原節子（近所の主婦） - 呉恵美子
- 藤村亮一（ルメール社長） - 白山照彦
- 工務店社長 - 藏内秀樹
- まごころ家政婦紹介所社長 - 野村ちこ
- レストラン「オーブン亭」アルバイト - 糸永直美
- 藤村卓也（今日子の息子） - 向山大夢
- 曽根信一郎（玉枝の息子・故人） - 上原伸之介
- 東映アカデミー

第18話「ご近所付き合いの殺意!引き裂かれた朝顔!?」
- 深田美津江（千枝の隣に住む主婦） - 姿晴香
- 井川千枝（道夫の妻） - 風祭ゆき
- 深田泰介（美津江の夫） - 井上高志
- 井川国子（道夫の母・一人暮らし） - 松風はる美
- 井上道夫（千枝の夫） - 岡崎展久
- 井川亮（井川夫妻の息子） - 小倉史也
- 谷村慶子、齊藤まち、斉藤静香、高野晃一、大和啄也、辻睦美、松本康、東映アカデミー

第19話「"ありがとう"で殺人!?ふたりの母と同居する女」
- 小田裕子（サンドイッチショップ"グリムの森"店長） - 平淑恵
- 並木三郎（ヒバリ健康食品会社） - 山本紀彦
- 藤本（公園で猫に餌やりしていた女） - 川俣しのぶ
- 井上達夫（自動車修理工場主） - 石原辰己
- 小田正美（裕子の娘） - 坂田麻衣子
- 村上典子（裕子の母） - たうみあきこ
- 小田秋子（裕子の義母） - 町田博子
- 加藤四朗、武川修造、橋沢進一、内野雅央、石塚智子、狩野洋伍、狩野竜太、栗原みいか、森田華未、森田彩日、東映アカデミー

第20話「ピッキングする女!犬が見た姉妹の秘密」
- 山本幸子（窃盗の前科あり） - 岡まゆみ
- 近所のおばさん - 阪上和子
- 酔った客 - 斎藤清六
- 横田（空き巣被害者） - 名川貞郎
- 山本福子（幸子の異母妹） - 深沢エミ
- 川島美恵子（空き巣被害者） - 山本ふじこ
- 久木念、貴柴いち子、生田茂幸、関口信彦、木下順介、梶山妙子、工藤公馨、宮本直哉、山田順子、福田達也、滝本ゆに、増田遙、石黒佑希子、小池栄美、伊藤佳乙、高橋尚見、内藤りみ、立元祐樹、柳楽大助、藤野秀夫、東映アカデミー

第21話「嫁VS姑､大バトル!チョコレートうどんを食べる女」
- 大槻桃子（達哉の妻） - 山田まりや
- 大槻弥栄（アパートの大家） - 正司花江
- 大槻達哉（桃子の夫・次男） - 草野康太
- 水野麻衣子（スナックのママ） - 小野沢智子

- 大槻百合子（長男の嫁）
- 土屋裕一（203号室の住人） - 大西武志
- 曽田邦之、美晴、山本隆博、田中里佳、東映アカデミー

第22話「張込み」
- 江島恵子（元山の彼女・コスモ精密工業勤務） - 吉野きみ佳
- 元山邦夫（傷害のマエあり） - 前田淳
- 園田正弘（議員） - 大林丈史
- 川上芳江（秘書） - 小柳友貴美
- 前川久美子（江島、元山と高校の同級生） - 姫子松まろ
- 富岡裕一（巡査） - 菊池隆志
- レジの女 - 大沢美紀
- 東映アカデミー

第23話「天使の殺意!?飛び降り志願の女」
- 遠山千春（近代文具社員） - 清水ミチコ
- 江口智子（マンションの住人） - 愛川裕子
- 松島裕一（近代文具社長） - 松井範雄
- 江口里子（智子の義母） - 松浪志保
- 水島武司（四谷のたこ焼き屋） - 田中耕二
- 河田秀一（サーフショップ店長） - 清水冠助
- 佐々木正弘（バスの運転手） - 小林一永
- 池田進、福井敬之、守山玲愛、三木桃子、荒井眞理子、松本岐子、尾道凛、東映アカデミー

第24話「安浦刑事の嫁姑戦争!?殺人逃亡者を愛した女」
- 佐久間妙（ネギ農家） - 赤座美代子
- 佐久間麻子（妙の義娘・野木の幼馴染） - 久野真紀子
- 山田元造（佐久間家の隣の住人） - 丸岡奨詞
- 野木雄介（脱獄犯） - 柚原旬
- 森本建嗣（脱獄犯） - 三島康正
- 今野ひろみ、宮尻佳子、東映アカデミー

第25話「包丁を抱く女!安浦家に大事件が!?」
- 中里文江 - 未來貴子
- 中里克敏 - 筒井巧
- 斉藤孝子（ヘルパー） - 竹内都子
- 中里龍哉（中里夫妻の息子） - 池田恭祐
- 中里絵美（龍哉の妹） - 有安杏果
- はにべあゆみ、戸崎二郎、明石きぶし、星野光代、井上浩、齋藤洋一郎、佐藤佳江、杉本安生、原野聡、外園まゆみ、東映アカデミー

最終話「みかんの丘で泣く女東京−伊豆北川温泉−大島三原山　連続殺人ルート！さくらのママ危機一髪！安浦刑事が怒る時」

### 2003年スペシャル
「東京〜稚内〜礼文島　北の最果での宗谷岬、それぞれの旅立ち　さよなら、三波主任！」
- 北見沙織（大賀医院看護婦・雅代の養女） - 伊藤蘭
- 大賀雅代（大賀医院院長） - 渡辺美佐子
- 島村稔（英男の秘書） - 下条アトム
- 芦原英男（礼文東高校教師・沙織の同級生） - 河西健司
- 夏川暎子（あかねの義母） - 久野真紀子
- 夏川あかね（沙織の子供） - 新穂えりか
- 持田（大賀医院患者） - 赤塚真人
- 大木（大賀医院患者） - 石井トミ子
- 田部店長（選挙違反で前科） - 工藤俊作
- 夏川雄太郎（元国会議員） - 小沢象
- 夏川典子（雄太郎の妻） - 池田道枝
- 香取（カマタ運送社長） - 丸岡奨詞
- 木村幸一（待ち伏せ強盗） - 蟹江一平
- 吉田香澄（レストラン店員） - 棟里佳
- 藤田真奈美（健二の母親） - 元井須美子
- 大田彩子（沙織の同級生） - 須部浩美
- 芦原未代子（礼文東高校生徒・英男の娘） - 長谷川恵美
- 夏川新一（あかねの父・新民党議員候補） - 五森大輔
- 川端（鉄工所社長） - 松田章
- 礼文町船舶診療所院長 - 大矢兼臣
- 吉村（あかねの担任） - 藤井美和子
- 遠井真也（沙織の同級生・記念写真屋） - 岩田丸
- 黒川正弘（沙織の同級生・礼文の駐在の息子） - 世古陽丸
- 大賀辰也（大賀医院医師・雅代の息子） - あおい輝彦

### 第16シリーズ（2003年）
第1話「安浦刑事、怒りの大捜査線 娘の恋人・山岡刑事、殉職す！」
- 松島律子 - 荻野目慶子
- 西村紀子 - 川上麻衣子
- 松島邦夫 - 三波豊和
- 倉田良二 - 小木茂光
- 志村義雄 - 中西良太
- 工藤友也 - 石田登星
- 富永栄一 - 大城英司
- 遠藤正之 - BOB藤原
- 園田浩 - 小野寺弘之
- 矢島刑事 - 坂口進也
- 桂木刑事 - 大家仁志
- 木島クミ - 舟木幸
- 小倉孝史 - 井田友和
- 西村千鶴 - 平野萌香
- 西村千春 - 吉川可那子
- 倉田の母 - 花原照子
- 本山恒夫 - 本田博太郎
- おかけんた、磯部公彦、青野敏行

第2話「覗かれた母の交換日記！月の沙漠殺人事件」
- 黒崎咲恵（黒崎酒店店員） - 左時枝
- 森島武史（正男の大学の友人） - 市川勇
- 黒崎芽衣（咲恵の娘） - 岳美
- 黒崎正男（黒崎酒店経営者・3ヶ月前自殺） - 山本紀彦
- 池田久（強盗傷害犯） - 吉岡扶敏
- 沢口刑事（房総署刑事） - 鈴木一功
- 渡邉進、風間寛治、真砂皓太、工藤千草、広田正光、藤田典子、法月照美、鈴木信明、横田晃一、笠川修、東映アカデミー

第3話「赤ちゃんが消えた!? 人殺しと呼ばれた父」
- 牧野勝也（武部運送元社員） - 大沢樹生
- 牧野奈津（勝也の妻） - 大沢さやか
- 白井敏子（奈津の叔母） - 服部妙子
- 佐川信之（「夕刊トップ」記者 - 菊池隆則
- 宮田万理子（敏子と同じテニスクラブ） - 森みつえ
- 桐山浩一、菅野達也、石坂重二、甲斐道夫、鈴木信明、岩瀬裕二、山本斉、中西台次、坂口悠子、山下朔来、東映アカデミー
- 記者 - 内村光良（ノンクレジット）

第4話「わが子を叱れない！殺意の家族写真」
- 本間宏子（あゆみの母） - 大島さと子
- 本間あゆみ（高校生） - 三国由奈
- 福田久仁恵（ラーメン屋「麺菜館」女将） - 土屋美穂子
- 本間昭二（あゆみの父、タクシー運転手） - 加門良
- 荒井酒店主人 - 三角八廊
- 福田敦志（「麺菜館」店員、久仁恵の息子） - 岩原明生
- 赤羽大、山本優、益田哲夫、大塚達矢、志村浩章、三木秀甫、菊池東陽、宮崎真理子、塩月瑞葉、東映アカデミー

第5話「夫と子供を返して…完全犯罪トリックを崩せ！」
- 星野正美（伸行の妻） - 生稲晃子
- 塚本哲也（襲われた会社員） - 鼓太郎
- 清水義雄（居酒屋店主） - 伊藤洋三郎
- 根本昭二（目撃者） - 加藤満
- 清水智子（正美の友人） - 山﨑千惠子
- 星野伸行（義雄と元同僚の板前） - 高橋慎太郎
- 若い女 - 中村真由美
- 阿部光子、宮尻佳子、青山知佳、松永恵美、田尾きよみ、東映アカデミー

第6話「潜入捜査！故郷を捨てた男と女」
- 工藤鉄也（昌代の内縁の夫） - 梨本謙次郎
- 中島昌代（駅の売店勤務） - 杉山彩子
- 中島源一（昌代の父） - 小鹿番
- 門倉正夫（正彦の父） - 冷泉公裕
- 吉永（ユカの店を覗いていた男） - 関時男
- 門倉正彦（「コンビニエンス玉木」店員） - 草野誠
- 塩屋洋子、十貫寺梅軒、工藤博、久野泰助、山崎玲子、HIDE、中山圭大、広岡和樹、東映アカデミー

第7話「悪質商法殺人！安浦刑事を騙した女」
- 山﨑シズエ（裕子の義母） - 白木万理
- 丸山裕子（「無農薬農場グリーンキッチン」オーナー） - 久野真紀子
- 塩見（寿康ライフサポートサービス社長） - 青柳文太郎
- 大友繁子（俊一の母） - 椿花音
- 大友俊一（寿康ライフサポートサービス社員） - 福田賢二
- 田村（寿康ライフサポートサービス社員） - 田付貴彦
- 川上（寿康ライフサポートサービス社員） - 大西耕治
- 石倉民雄、前田美則、多田五十一、西海健二郎、矢口恭平、鈴木幹雄、藤岡亮子、平野実茄、好井ひとみ、水月圭、渡邉奏人、東映アカデミー

第8話「新人女性刑事の恋人が犯人!? 倹約殺人！」
- 西山八重子（弁当屋パート）　- 岡本夏生
- 西山修平（八重子の夫・五十嵐刑事の元恋人）　- 丹波義隆
- 大迫勝江（被害者）　- 阪上和子
- 田島真一（勝江の義理の息子）　- 佐藤孝輔
- 田島英子（真一の妻）　- 吉原緑里
- 夏川加奈子、和田京子、加藤正朗、西岡明輝、河合睦人、樋下田夢乃、有森夏鈴、三浦成、東映アカデミー

第9話「娘よ！最終バスを盗んだ父と母」
- 西岡真理子（主婦） - 未来貴子
- 西岡清司（真理子の夫） - 寺杣昌紀
- 上村栄子（西岡の隣家） - 藤井美加子
- 上村松美（栄子の母） - 野口ふみえ
- 橋倉新治（バスの運転手） - 山内としお
- 近藤誠人、内海修宏、武井信雄、土井俊明、佐藤智美、嵐丸、諸頭未優、柏倉仁奈、東映アカデミー

第10話「狙われた六月の花嫁」
- 内田史郎（ゲーム喫茶ラッキータイム経営） - 宮川一朗太
- 内田寿美子（史郎の母） - 今井和子
- 内田愛玲（偽装結婚の妻） - 尾上紫
- 南条敏博（「亜細亜健康医学研究所」所長） - 筒井巧
- 菅原律子（「愛倶楽部」ママ） - 入江麻友子
- 鑑識課員 - 菊池隆志
- 高橋義則、桜井明美、木戸久路、麻里万里、尾美きよれ、伊藤大輝、宮尻佳子、成田実弥子、橋口未和、小林梨沙、東映アカデミー

第11話「安浦刑事人質事件」
- 西村雄三（「同盟交通」タクシー運転手） - 国広富之
- 篠田俊之（宮崎郷土居酒屋「高千穂」店主） - 門田俊
- 西村和子（雄三の妻） - 田中綾子
- 富永正子（「同盟交通」社員寮管理人） - 大方斐紗子
- 須田洋一（雄三の同僚） - 児玉貴志
- 大滝健治（「同盟交通」営業所所長） - 児玉頼信
- 町田幸夫、堀越富三郎、加島祥全、渡辺火山、巻嶋一将、山下征彦、高橋玄人、大津年金手帳、佐藤智美、東映アカデミー

第12話「誤認逮捕が悲劇を生んだ！2300万円の殺意!?」
- 松田裕二（晴子の元同僚） - そのまんま東
- 松田久美（裕二の妻） - 芦川よしみ
- 野川幸夫（無職） - 宮川浩
- 和田哲也（100円ショップ「100STORES」店員） - 石原辰己
- 園山二郎（ブティックオーナー） - 鎌倉俊明
- 鈴木想生、森下マサ子、門脇亨、江藤大我、関根裕介、東映アカデミー

第13話「秘密の指輪を持つ女」
- 森田将一（モリタ電気経営） - 堀内孝雄
- 須藤妙子（将一と会っていた女性） - 雛形あきこ
- 森田久仁恵（将一の妻） - 伊藤幸子
- 大山達也（建設会社社員） - 井上高志
- 大山絹代（達也の妻） - 福井裕子
- 森田順一（将一の息子） - 鈴木浩介
- 高田芙美（将一の母） - たうみあきこ
- 押田恵、小林愛子、鈴木慶太、高畠優菜、東映アカデミー

第14話「1億円の悪女」
- 西山陽子（ブティック「ルネッサンス」オーナー） - 池上季実子
- 佐藤重吉（「西山機械製作所」社員） - 梅野泰靖
- 西山俊二（「西山機械製作所」社長） - 小沢象
- 谷口和子（スナック経営・史郎の妻） - 宮崎彩子
- 谷口史郎（「西山機械製作所」社員） - 山口眞司
- 上野道代（陽子の母） - 松浪志保
- 大山豊、別府康子、矢田有三、佐々木研、星野光代、久木念、高山勝彦、白井弓子、三浦道郎、鶴田進、大岡加奈衣、東映アカデミー

第15話「女子大生主婦40才の犯罪！時間差で死んだ姑!?」
- 大沼圭子（社会人枠大学生） - 岩崎良美
- 大沼邦夫（営業統括部部長） - 五森大輔
- 倉橋多喜子（主婦） - 川俣しのぶ
- 大沼君江（圭子の義母） - 町田博子
- 丸山奈美恵（邦夫の部下） - あらいすみれ
- 野村信吾（君江とは犬猿の仲） - 大木史朗
- 上原（圭子の学生友達） - 藤田哲也
- 福井敬之、沢地優佳、横村直子、佐藤佳江、末若京子、中野寛海、前田悟嗣、神谷美希枝、宇尾元太、白岩舜、大藤海里、野口宙暉、東映アカデミー

第16話「白昼の通り魔！星占いの女」
- 千葉俊一（三ツ星電気株式会社第2営業部課長） - 池田政典
- 千葉順子（俊一の妻） - 一紗まひろ
- 千葉あゆみ（千葉夫妻の娘） - 日高里菜
- 園田雅弘（石橋謙三の第一秘書） - 松波寛
- ラーメン屋の主人 - 斉藤清六
- 丹羽卓也（「関東進学ゼミ」生徒） - 小野寺拓海
- 緒方大輔（無職） - 佐藤幹雄
- 青山りえ、小貫加恵、小杉幸彦、松本朋子、和所こづえ、広瀬典子、東映アカデミー

第17話「スキャンダル殺人！女性エリート官僚の裏の顔」
- 佐藤泉（五十嵐の大阪の大学友達） - 若林志穂
- ボンバー佐藤（プロレスラー） - 藤原喜明
- 館佳祐（傷害の前科） - 外川貴博
- 鳴海智和（フリーライター） - 園岡新太郎
- 津島（パチンコ屋店員） - 松村曜生
- 木村（マンション管理人） - 笠井一彦
- 和田京子、麻田枝里、徳井広基、高橋花衣、田代功児、宮尻佳子、伊藤久美子、相坂美香、松原渓、東映アカデミー

第18話「噂の殺意!? 耳掃除の好きな女」
- 益田陽子（益田理髪店主人） 一色彩子
- 君島道子（君島の妻） - 愛川裕子
- 原田源二（原田工務店社長） - 小野了
- 益田真弓（陽子の娘） - 坂田麻衣子
- 益田初代（陽子の義母） - 披岸喜美子
- 藤堂（「清風荘」入居者） - 入江正徳
- 沼田（「沼田酒店」店主） - 大久保運
- 君島（喫茶「KIMIJIMA」経営） - 橋沢進一
- 正代（近所のおばさん） - 夏川加奈子
- 荒井（荒井不動産社長） - 清水冠助
- 本多剛幸、最上幸穂、堀内みちよ、東映アカデミー

第19話「表札マーキング殺人事件 ミニ豚を飼う女」
- 松山加代（明の妻） - 一柳みる
- 松山明（明和印刷社員） - 工藤俊作
- 松山利夫（加代の息子） - 三浦春馬
- 関浩司（総合管理会社社員） - 永田耕一
- 香川修（訪問販売セールスマン） - 白山照彦
- 麻ミナ、生木政壽、志賀麻登佳、笠原華子、東映アカデミー

第20話「おふくろさん殺人事件!? モノマネが暴いた真犯人」
- 山田新一郎（書道教室の生徒） - コロッケ
- 井波由紀子（書道教室の先生） - 平淑恵
- 井波益美（由紀子の義母） - 松波志保
- 島村幸司（書道教室の生徒） - 鈴木一功
- 井波智子（由紀子の娘） - 井上優里菜
- 松本康、竹内和彦、佐藤勇輝、小野寺志歩、久田美佳、東映アカデミー

第21話「謎の落書犯！東京－富士五湖、樹海に消えた父」
- 小宮真理子（「テンダー介護サービス」介護士・小宮の娘・守の姉） - 山田まりや
- 小宮保（白亜商事取締役・真理子と守の父） - 江藤潤
- 稲葉裕一（「lonsdale London」店主・落書き被害者） - 真砂皓太
- 野村（落書き被害者） - 横尾三郎
- 平山（落書き被害者） - 田中耕二
- 小宮守（東中学校美術部生徒・小宮の息子・真理子の弟）
- 金子之男、今井あずさ、原田千枝子、二村幸則、田中宏、大沢朋司、立澤真明、東映アカデミー

第22話「安浦刑事が殴った女！」
- 富永利恵（お好み焼き屋「お福ちゃん」経営） - あいはら友子
- 富永健治（無職） - 赤塚真人
- 園山二郎（「お福ちゃん」の隣の居酒屋店主） - 原哲男
- 矢沢恵一（居酒屋 客） - Mr.オクレ
- 野川誠（居酒屋 客） - 太平シロー
- 須田紀子（健治と同棲） - 舟木幸
- 木島洋一（清和会系 街金業者） - 酒井健太郎
- 司馬山洋子、原元太仁、仲村靖秀、東映アカデミー

第23話「田崎刑事が母に!? 顔のない男」
- 神谷麻実（路上ビーズアクセサリー販売者） - 藤田朋子
- 平野潤一（麻実の元夫） - 前田淳
- 神谷正人（麻実の息子） - 岸田匠平
- スナックのママ - 芝村洋子
- 大菅啓次（余剰在庫を安売り業者に斡旋） - 羽室満
- 片桐雄三（片桐製作所 社長） - 永幡洋
- 珍味屋のオバサン - 上杉二美
- 猪野剛太郎、田上由佳、平井愛子、富岡晴美、井上隆希、東映アカデミー

第24話「さよなら里見刑事！視姦!? 覗かれた真犯人」

### 2004年スペシャル
「さよなら 林刑事…生きるんだ! 東京ー熊本ー阿蘇山噴火口、安浦刑事決死の潜入大捜査線」
- 井尻美佐子（ゆり子の同僚・淳子の母） - 酒井和歌子
- 片倉淳子（亮祐の妻） - 吉本多香美
- 福田きみ（ふくちゃん食堂元店主） - 正司歌江
- 片倉亮祐（芳江の弟） - 岡田浩暉
- 林珠子（林勇作の母） - 沢田雅美
- 竹原かおる（竹原牧場オーナー・淳子の高校の友達） - 久野真紀子
- 青木加代子（青木の妻） - 重田千穂子
- 後藤貴俊（淳子の元恋人） - 小林健
- 野沢ゆり子（菊南温泉ユウベルホテル従業員） - 須部浩美
- 井尻正治（淳子の義父） - 山本紀彦
- 片倉芳江（ブティック経営） - 芝村洋子
- 島村（新宿中区役所職員・亮祐の同僚） - 吉岡扶敏
- 大泉（熊本県警刑事） - 吉中六
- 内田洋子（ブティック従業員） - 藤井美加子
- 青木（八百屋店主） - 橋沢進一
- 山下（熊本県警刑事） - 井田友和
- 根岸大介、増田英治、岡健治、福田達也、篠永あや、望月裕太、宮尻佳子、中村かすみ、田村学、髙橋一ニ、都築和博、和田暁幸、渡辺啓太、栗原貴恵、桃色咲希、矢山隆広
- 方言指導 - 山田孝子
- 東映アカデミー

### 第17シリーズ（2004年）
第1話「能登和倉温泉に甦る親子愛…疑惑の再会」、第2話「能登和倉温泉に引き裂かれた親子愛の謎！」
- 本多孝弘（うどん屋「七福亭」店主） - 仲本工事
- 本多雅美（本多の妻） - 平淑恵
- 本多祐子（本多と雅美の娘） - 前田亜季
- 浅井雄一郎（和倉温泉「銀水閣」社長） - 中丸新将
- 岩田治樹 - 丸岡奨詞
- 花井咲子 - 一紗まひろ
- 浅井由紀江（和倉温泉「銀水閣」大女将） - 有馬稲子
- 増岡守（「増岡洋服修理店」店主） - 山西道広
- 根岸大介、麻里万里、町田幸夫、関口信彦、披岸喜美子、豊田一也、山口正剛、大野菜月
- 松田史朗、白石珠江、菊池隆志、夏野陽子、佐野和敏、麻生真衣、東映アカデミー

第3話「ふしだらな女の秘密 路上で消えた犯人!?」
- 井沢恵子 - 藤田朋子
- 津山浩二（建設会社経理） - 宮川一朗太
- 井沢英助 - 大林丈史
- 夏川加奈子、甲斐道夫、赤羽大、法福法彦、渡辺一哉、武井信雄、沖佳苗、井上浩太、浅岡まこ、東映アカデミー

第4話「三毛猫は見た！狙われた駐在さん」
- 岩佐大吉（多摩署駐在の警察官） - 石田太郎
- 岩佐佐紀子 - 阪上和子
- 鎌田澄江 - 松風はる美
- 尾形裕隆 - 藤田哲也
- 栗原裕太 - 吉永雄紀

第5話「妻が見た三角関係！カラスの女房殺人事件!?」
- 広田冬美（小料理屋の女将） - 小林綾子
- 夏木昌代（夏木の妻） - 芦川よしみ
- 夏木雄二（絵本作家） - 筒井巧
- 河野健一　- 山内としお
- 河野麻里　- 麻生侑里
- 市川勉、西田亜矢子、東映アカデミー

第6話「青年介護士の犯罪!? 優しい男がキレる時」
- 河口竜也 - 高橋一生
- 古賀保 - 滝田裕介
- 桜井健三 - 赤塚真人
- 矢野真一（竜也の悪友） - 渡辺卓
- 服部妙子
- たうみあきこ、芝村洋子、猪野剛太郎、戸谷友、山﨑玲子、川田真路、隅野貞二、葛西昌子、道添愛美、金井竜翔、東映アカデミー

　ハーモニカ演奏・指導：齋藤嘉孝、伊藤加奈、東和美
第7話「安浦刑事、真夏の夜の大捜査！5つの事件を結んだ3つの家族の点と線」
- 島崎智彦（工場勤務） - 森本レオ
- 島崎真弓（島崎の妻・スナックのホステス） - 熊谷真実
- 篠田俊夫 - モト冬樹
- 篠田陽子 - 久野真紀子
- 有賀浩二 - 伊藤洋三郎
- 中川修一 - 深水三章
- 照美 - 清水由貴子

第8話「家族よ甦れ！12才の危険な親孝行!?」
- 川上登美子 - 丘みつ子
- 川上直行 - 山口良一
- 小池 - 須部浩美
- 佐々木 - 川俣しのぶ
- 飯田和希、小倉史也、石坂良磨、安室満樹子、森崎よしえ、増田英治、立石亮、五十嵐裕、一ノ瀬蘭丸、指田茂、東映アカデミー

第9話「安浦刑事が花嫁の父!? 嫁姑、涙の手料理」
- 並木暁代（隆介の妻） - 三沢あけみ
- 並木茂雄（隆介の父） - 大山克巳
- 並木隆介 - 中西良太
- 菅谷秀二 - 高橋義則
- 並木昇平 - 塩野魁土
- 神道寺こしお、飯口美穂、金子マリ、藤井聖子、石垣京子、清田陽平、堀越光貴、東映アカデミー

第10話「保険証詐欺の女たち!? 結婚指輪の秘密」
- 井上（沢村）かおる（スナック従業員） - 相田翔子
- 小森谷政子（スナック経営） - 一柳みる
- 沢村 - 石原辰己
- 沢村千秋 - 坂松芽伊
- 中川彰、曽田邦之、中野精子、足達建夫、村井喜代子、畠中幸男、福田エミ、椎名久美子、萩原友、日野原きみ、橋本佳代、鶴谷嵐、東映アカデミー

第11話「密室殺人!? 謎の高級ブランド夫婦が消えた！」
- 加納あかね - 加賀美早紀
- 月岡朋子 - 大沢逸美
- 佐川幹夫 - 石山輝夫
- 境芳美 - 白石珠江
- 境達夫 - 梅野泰靖
- 渡会佳子 - 志水季里子
- 加納貞雄 - 坂口進也
- 渡辺火山、佐和タカシ、千田敦子、中家伊章、杉山佳穂、佐藤佳江、屋代貴輝、鈴木ユウジ、平本美紗栄、桂由利香、埴岡由紀子、東映アカデミー

最終話「東京－岩手花巻温泉500Km運命の男と女、愛の完全犯罪トリック」
- 寺山良夫 - 内藤剛志
- 江口麻子 - 藤真利子
- 久保博和（運送会社勤務） - 斉藤暁
- 戸田二郎 - 松崎しげる

### 2005年新春スペシャル
「東京－九州唐津、玄界灘に消えた男と女　デパ地下グルメ完全犯罪を暴け!」
- 大野辰平（佐代子の幼馴染） - 左とん平
- 水嶋佐代子（辰平の幼馴染） - 松原智恵子
- 水嶋光一（佐代子の夫） - 田村亮
- 山崎繁（YSプロデュース社長） - 下條アトム
- 和田景子（大東百貨店従業員） - 宮本真希
- 河上修造（全国産業振興会会長） - 伊藤孝雄
- 和田芳子（景子の母親） - 別府康子
- 大島秀樹（流通コンサルタント） - 工藤俊作
- 麻生里美（YSプロデュース副社長） - 元井須美子
- 有賀敬（全国産業振興会秘書） - 中根徹
- 田倉真二（YSプロデュース営業部長） - 前田淳
- 大野恵（辰平の娘） - 藤井美加子

### 第18シリーズ（ファイナル）（2005年）
第2話「安浦刑事を騙す女!? 最後の新刑事、登場！」
- 篠原初美（相沢と同じアパートの住人） - 生稲晃子
- 篠原浩之（景子の母親） - 大家仁志
- 石井妙子（卓司の妻） - 志水季里子
- 石井卓司（石井食品 店主） - 甲斐将馬
- 篠原一浩（初美の息子） - 内田流果
- 相沢保（妙子の叔父） - 綿引勝彦

第4話「雨宿り殺人!? 容疑者を泣かせた安浦刑事」
- 筒井一也（国生金融 社員） - 内海光司
- 沢田恵子（美容師） - 渋谷琴乃
- 江田君枝（美容室「リベリア」社員） - 麻生侑里
- 武藤哲治（国生金融 社長） - 重松収
- 寺尾茂（美容室「リベリア」社長） - 羽室満
- 沢田美香（恵子の娘） - 岡山優花

第6話「タクシードライバー殺人事件！帰ってきた里見刑事!?」
- 竹下浩美（タクシードライバー） - 川上麻衣子
- 島本勝子（島本巡査の母） - 阪上和子
- 島本巡査（旭橋交番勤務） - 水野純一
- 川原登志子（勝子の隣人） - 阿部光子
- 関根和巳（証券会社勤務） - 曽田邦之

### 2005年スペシャル
「帰ってきた安浦刑事 そして…さよなら田崎刑事」
- 間山由紀（間山の妻） - 小沢真珠
- 寺山恵子（佐久間茂の妻） - 大寶智子
- 間山浩二（間山商事社長） - 山内としお
- 江川（間山商事社員） - 篠塚勝
- 須藤敏江（健太の祖母） - 披岸喜美子
- 西村（警視庁捜査一課刑事） - 若林久弥
- 松村（城崎警察署刑事） - 細川純一
- 黒沢（城崎警察署刑事） - 山本優
- 江波昌子（健太の担任教師） - 藤原ひろみ
- 田村悦子（食べ処「こ夢」女将） - 白木万理
- 佐久間茂（夏目刑事の知り合い） - 大鶴義丹
- 野上高雄（弁護士） - 平幹二朗

### 2006年スペシャル
「帰ってきた安浦刑事 殉職…さらば夏目刑事」
- 森下摩衣子（牧場主の娘/医師） - 東ちづる
- 木本路子（摩衣子の友達） - 未來貴子
- 桧山阿季（摩衣子の友達） - クノ真季子
- 森下良江（摩衣子の母親） - 白木万理
- 森下耕一（摩衣子の父親/牧場主） - 山田吾一
- 滝沢浩司（大地の父親） - 丹波義隆
- 蓑田（小田切興業社員） - 工藤俊作
- 大山誠司（摩衣子の同僚） - 石原辰乙
- 森下大地（摩衣子の息子） - 神谷涼太
- 小田切彰一（小田切興業社長) - 大山克巳
- 川上滋子（摩衣子の上司） - 淡路恵子

### 2007年スペシャル
「帰ってきた安浦刑事 命をかけた大捜査 さらば刑事たち」
- 田代美奈子（松尾の娘） - 床嶋佳子
- 田代洋次（美奈子の夫） - 西村和彦
- 松尾庄吉（丸の内東署元刑事） - 左とん平
- 花村隆三（被害者の父） - 綿引勝彦
- 遠藤（週刊ズーム記者） - 神保悟志

### 最終回スペシャル（2009年）
「さよなら安浦刑事！命を懸けた最後の大捜査！福島二本松、岳温泉に消えた、"母と呼べない息子"の連続殺人トリック！人情刑事・安浦、衝撃の過去が明らかに！」
- 北原夏江（誠司の母） - 赤座美代子
- 北原誠司（前科者） - 佐藤アツヒロ
- 芹沢佐代子（バーのママ・土屋の元妻） - 渡辺梓
- 河合ノリコ（バーの店員） - はるな愛
- 遠藤恵子（実の元妻） - クノ真季子
- 深沢二郎（深沢建設 社長） - 山本紀彦
- 谷崎真一（ネットカフェ難民） - 伊藤毅
- 杉本由里子（弁護士） - 須部浩美
- 益山の秘書 - 坂俊一
- 黒沢裕司（深沢の甥） - 手塚秀彰
- 土屋正行（佐代子の元亭主）  - 山本優
- 遠藤実（杉本が調べていた事件の当事者） - 浜近高徳
- 曽我部一郎（雑誌記者） - 剣持直明
- ネットカフェの客 - 菊池隆志
- 東田武夫（増山の秘書） - 藤岡大樹
- 黒沢の手下 - 細川純一
- 石原辰己、平野貴大、渡辺寛二、荒井眞理子、竹内照夫、松本勝、立石亮、小野島由惟、小田島敏子、村上恭未、河西賢司、阿部翔、池田宜大、岡野友信、田村崇一、鮎河圭吾、辻内南季、江藤大我、高山晃欣、佐藤潤四郎、宮田岩男、冬本ジュー、橋本好浩、森英樹、佐藤基行、大内彩花、増川恵理子、中塚翔、岳温泉の皆さん、二本松市の皆さん、芸優、放映プロジェクト、東映アカデミー
- 益山孝次郎（国土交通大臣・川辺の友人） - 津嘉山正種